# 反對逃犯條例修訂草案運動過程 (2021年7月)
| 2019年          | 尚未開始 | 尚未開始 | 3月至6月 | 3月至6月 | 3月至6月 | 3月至6月 | 7月 | 8月 | 9月    | 10月   | 11月   | 12月 |
| 2020年          | 1月      | 2月至4月 | 2月至4月 | 2月至4月 | 5月      | 6月      | 7月 | 8月 | 9月    | 10月   | 11月   | 12月 |
| 2021年          | 1月      | 2月      | 3月      | 4月      | 5月      | 6月      | 7月 | 8月 | 9-11月 | 9-11月 | 9-11月 | 12月 |
| 2022年1月或以後 |          |          |          |          |          |          |     |     |        |        |        |      |

反對逃犯條例修訂草案運動在2021年7月持續。7月1日晚上發生銅鑼灣刺警案後，香港警方和政府将此案定性为孤狼式恐怖袭击，並批評市民透過献花支持明目張膽的嚴重暴力違法行為，并重申絕不容忍任何人為達目的而訴諸暴力警方在月初連續數日拘捕在網上發布煽動他人殺警的市民。而政府表明要在加快進一步研究並落實維護國安法律，包括為《基本法》23條立法、監管社交媒體「假消息」等。

## 1日

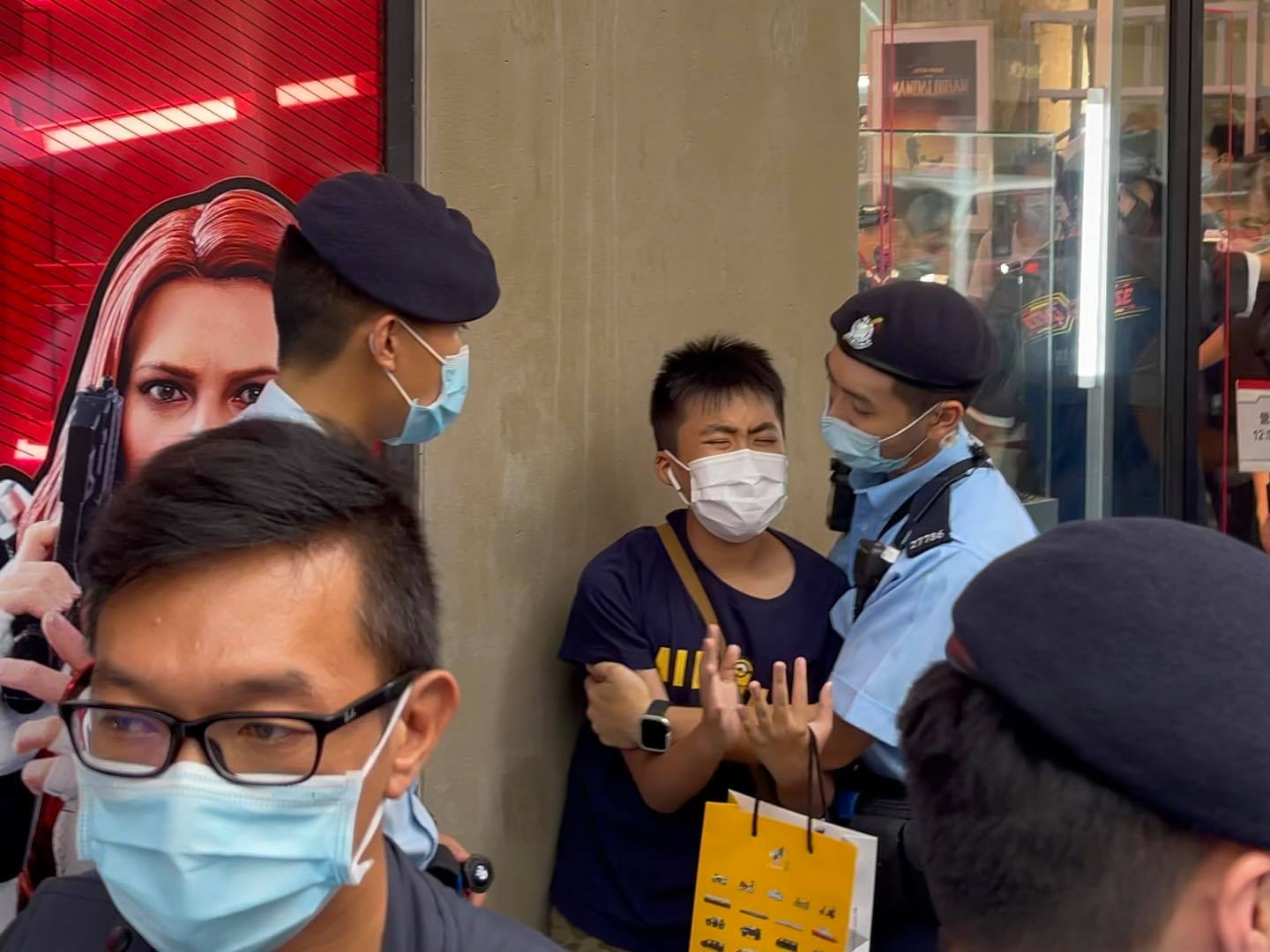
年約10歲男童被警員截查期間受驚，最後獲警員放行

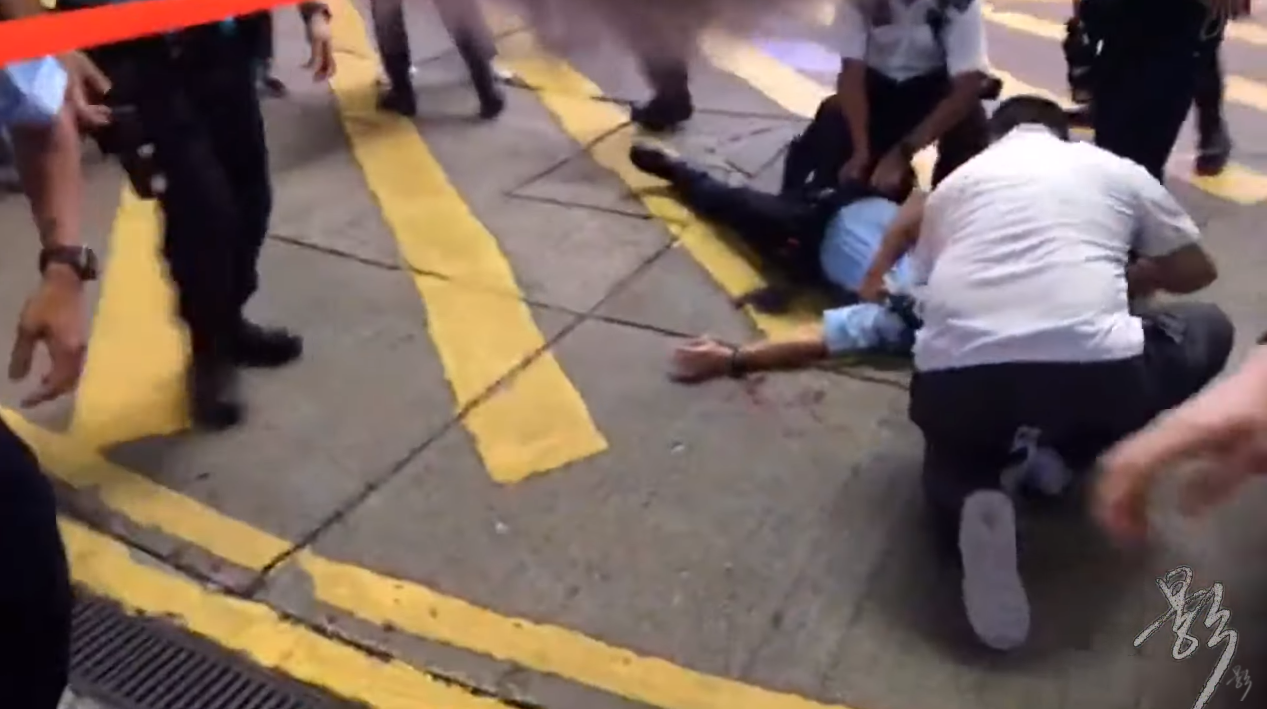
被刺傷的警員倒地，其背脊左肩胛骨受傷

### 七一遊行 警方在多區嚴密佈防和票控多人
繼2020年警方禁止七一遊行後，警方再度以2019冠狀病毒病疫情為由發出反對通知書，禁止民眾遊行。警方在銅鑼灣一帶嚴密佈防，引用《公安條例》封閉維多利亞公園，同時在記利佐治街和東角道一帶拉起橙帶封路，有市民購物後被搜查後遭票控違反「限聚令」。警員亦兩次衝入名店坊商場進行追捕，一名10歲小朋友截查期間一度緊張手震，其後獲得放行。而另一名青年因被搜到有《蘋果日報》而被票控違反「限聚令」。而賢學思政、學聯及職工盟等多個團體在灣仔和旺角的街站亦遭警員阻止，警方稱有11人被捕，涉嫌分發煽動刊物。而全日在港九拘捕19人。

### 銅鑼灣發生刺警案 施襲者自殺身亡
晚上10時10分，50歲男子梁健輝在銅鑼灣崇光百貨外，突然从背后接近并用刀刺傷一名機動部隊警察（「藍帽子」），随后以刀刺心臟自戕。事件中警员肩胛骨中刀受伤，送医后一度危殆后转为稳定。施襲者梁健辉随即被周围警员制服在地并拘捕送往醫院，当日晚上23时20分证实死亡。

### 一男子向禮賓府投擲易燃物後引爆
一名25歲無業男子被指於 2021 年 7 月 1 日向禮賓府投擲易燃物後引爆。他早前承認一項縱火罪，到2023年3月31日判刑當日，區域法院法官姚勳智指被告事前曾到禮賓府視察，並在凌晨帶易燃品到場，考慮到附近有很多植物，火勢或一發不可收拾。法官直言，本案隨時可以 4 年半至 5 年監禁作量刑起點，但考慮到求情陳詞、被告坦白認罪、沒有案底等因素，決定將起點下調至 4 年，扣除認罪刑期後，總刑期為 2 年 8 個月。

## 2日

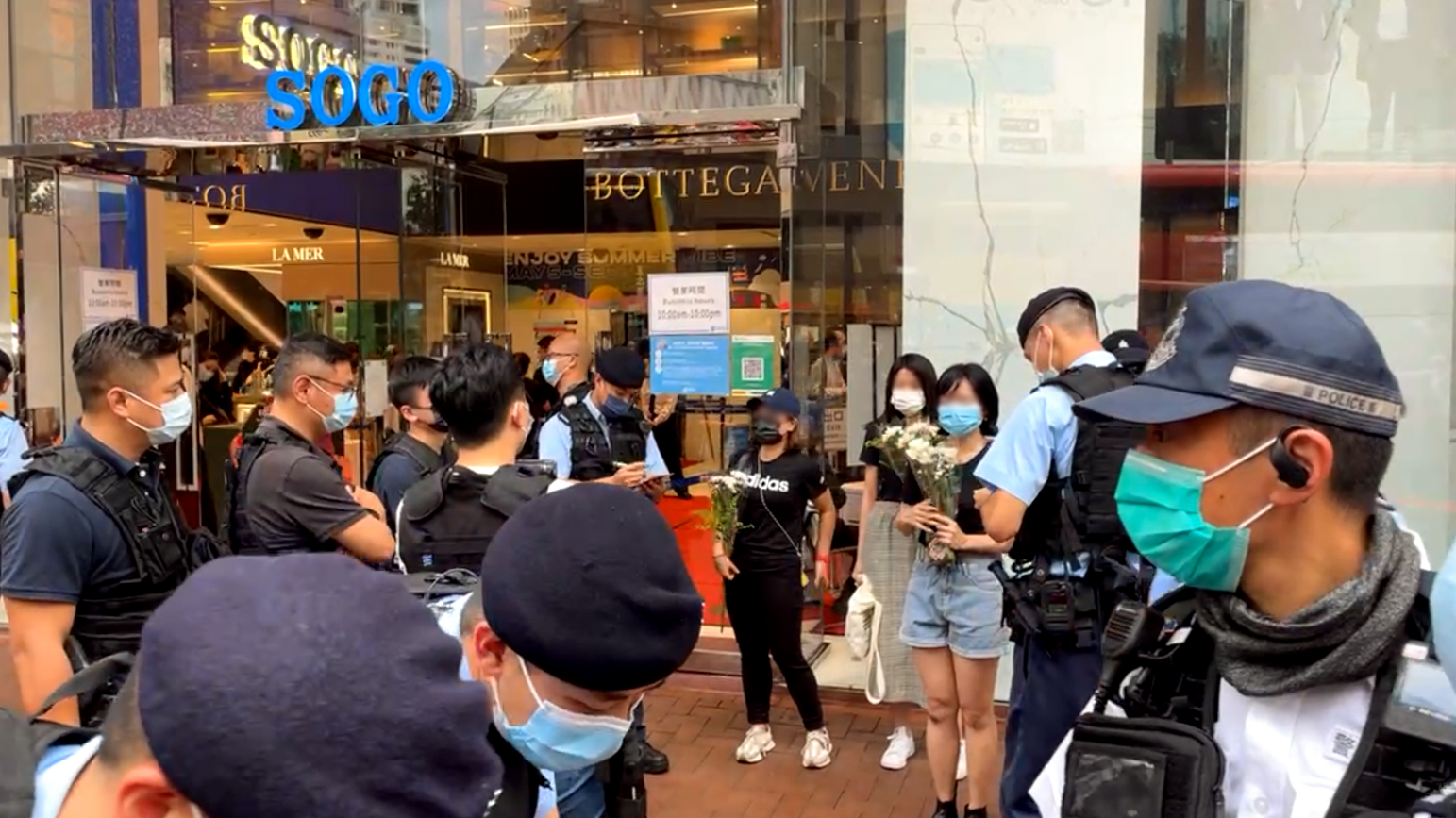
警員圍封銅鑼灣崇光百貨外，截查身穿黑衣和手持鮮花的市民

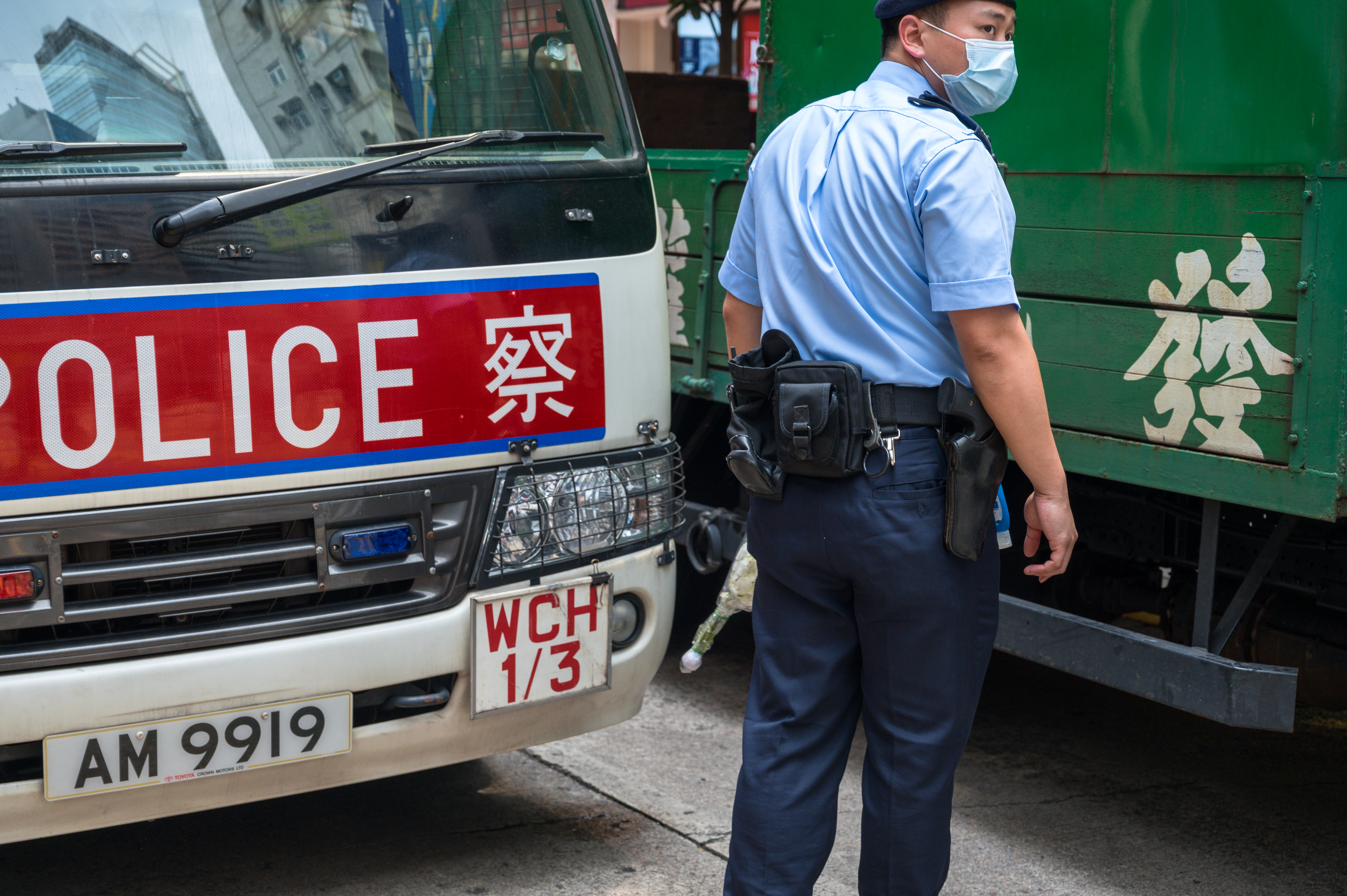
有警員拿走市民悼念的鮮花

### 市民到銅鑼灣獻花悼念施襲者 警方截查和票控多人
刺警案發生後，有網民形容死者梁健輝為「烈士」和「勇者」。由上午起，銅鑼灣崇光百貨外有市民獻花悼念，亦有人在場提供「Free Hugs」，希望能夠與市民互相鼓勵，不過他其後被警員截查。市民的鮮花隨後亦被警員扔進垃圾桶，到中午起更搜查所有手持鮮花及靠近崇光百貨的市民，有市民放白花悼念亦被警員發亂拋垃圾告票，亦指出放下鮮花的行為涉嫌煽動他人。沙田區議員趙柱幫批評警方的做法「不知所謂」，也不近人情。有市民默哀期間更一直流淚
到7月3日和4日，仍然有市民手持白色鮮花到案發現場。警方派出多名警員在崇光百貨門外戒備，對多名身穿黑衣的市民進行截查甚至搜身。

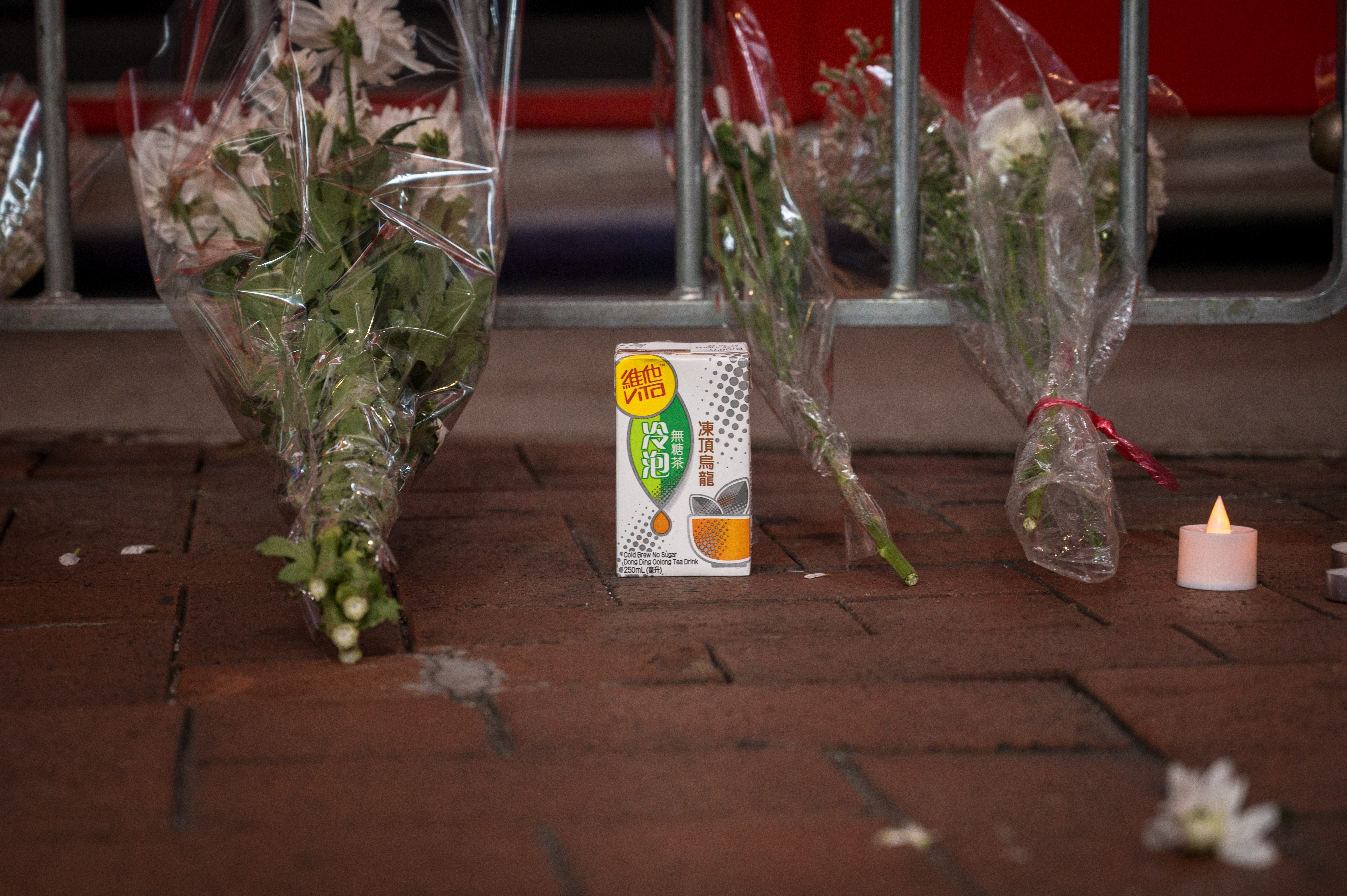
市民在街頭擺放鮮花和維他奶
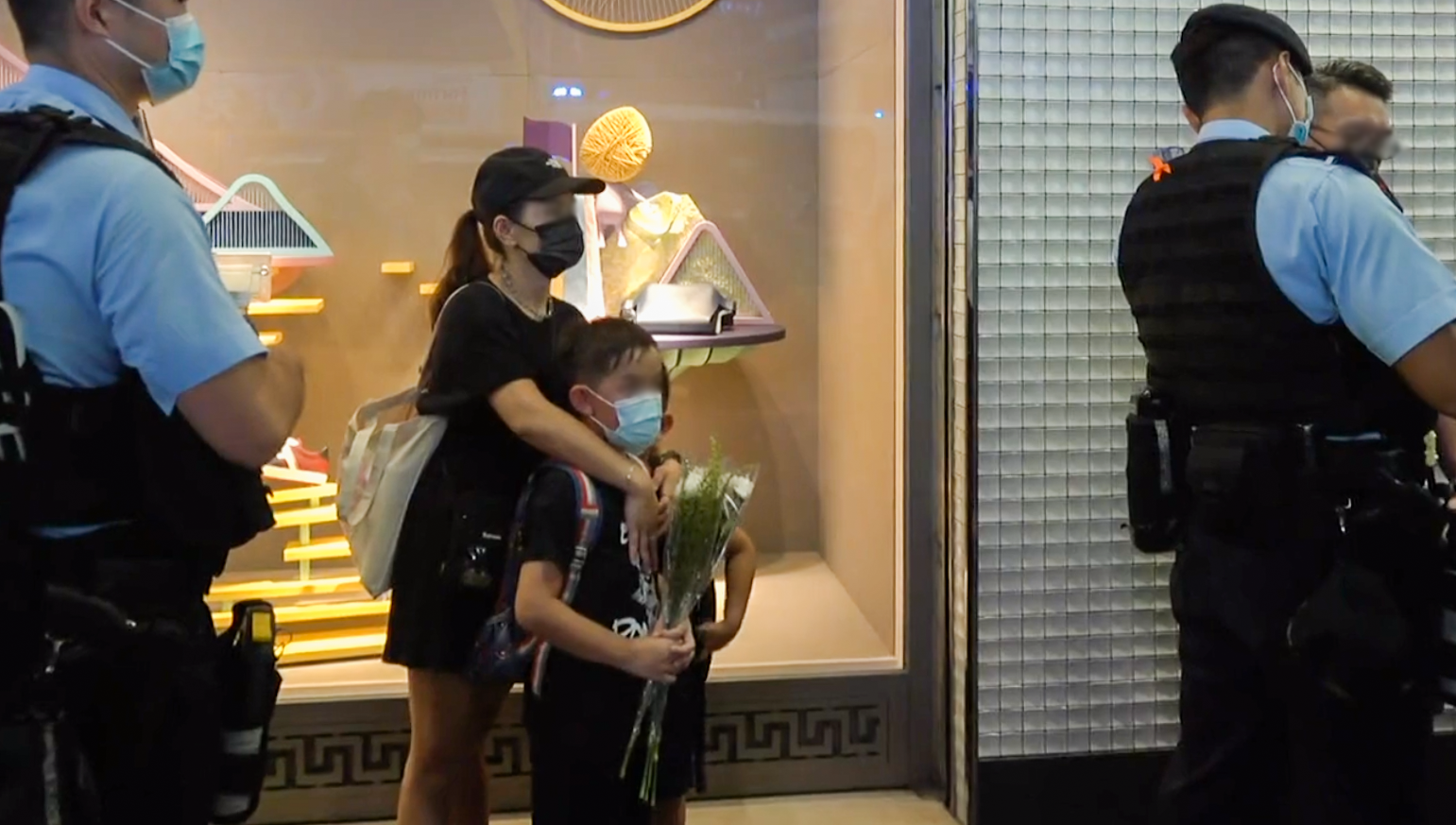
有母親陪同兩名小朋友手持鮮花被警員包圍截查
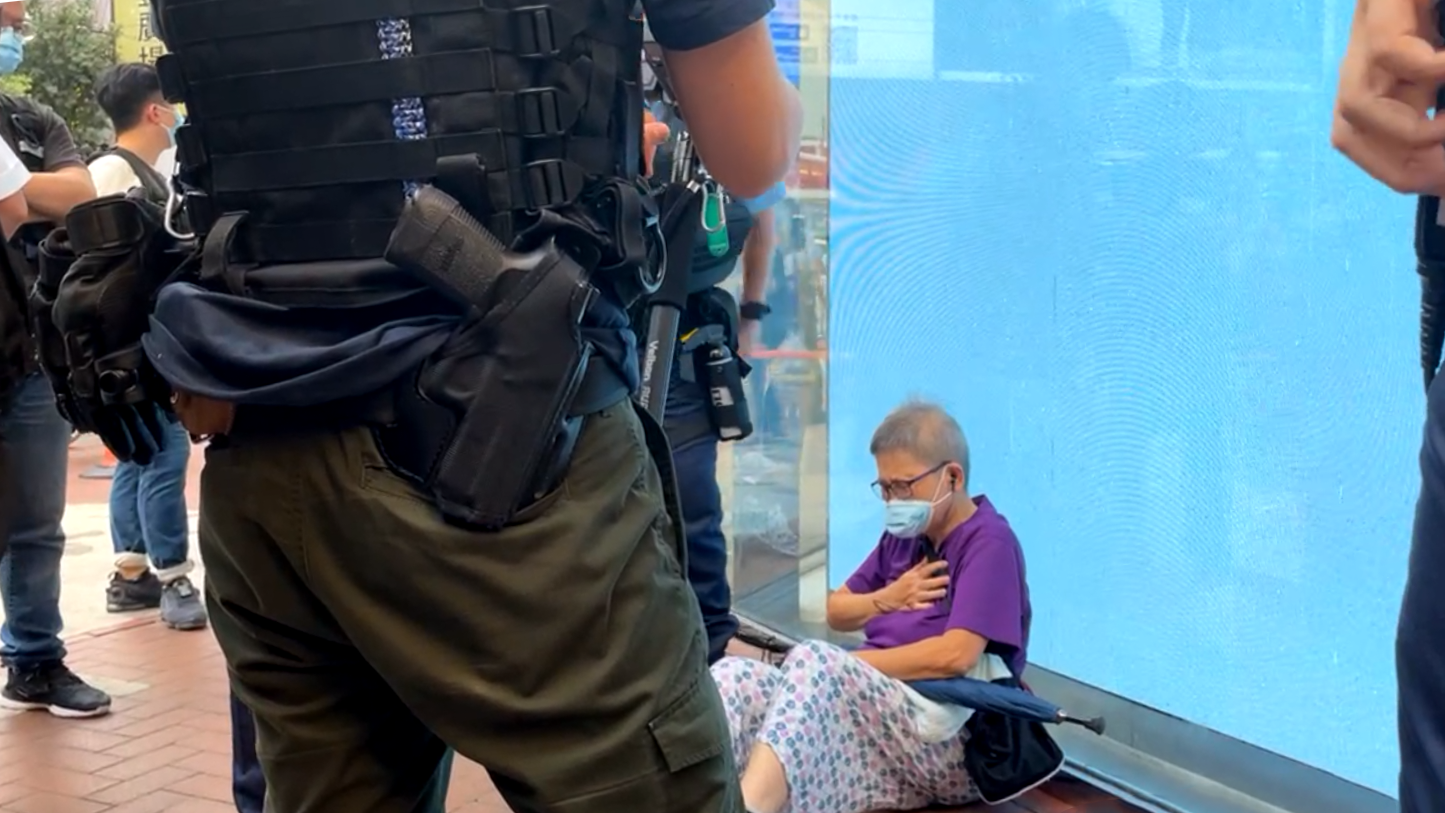
有婆婆被警員推入防線截查，之後感到不適和激動，需要用手按住心口
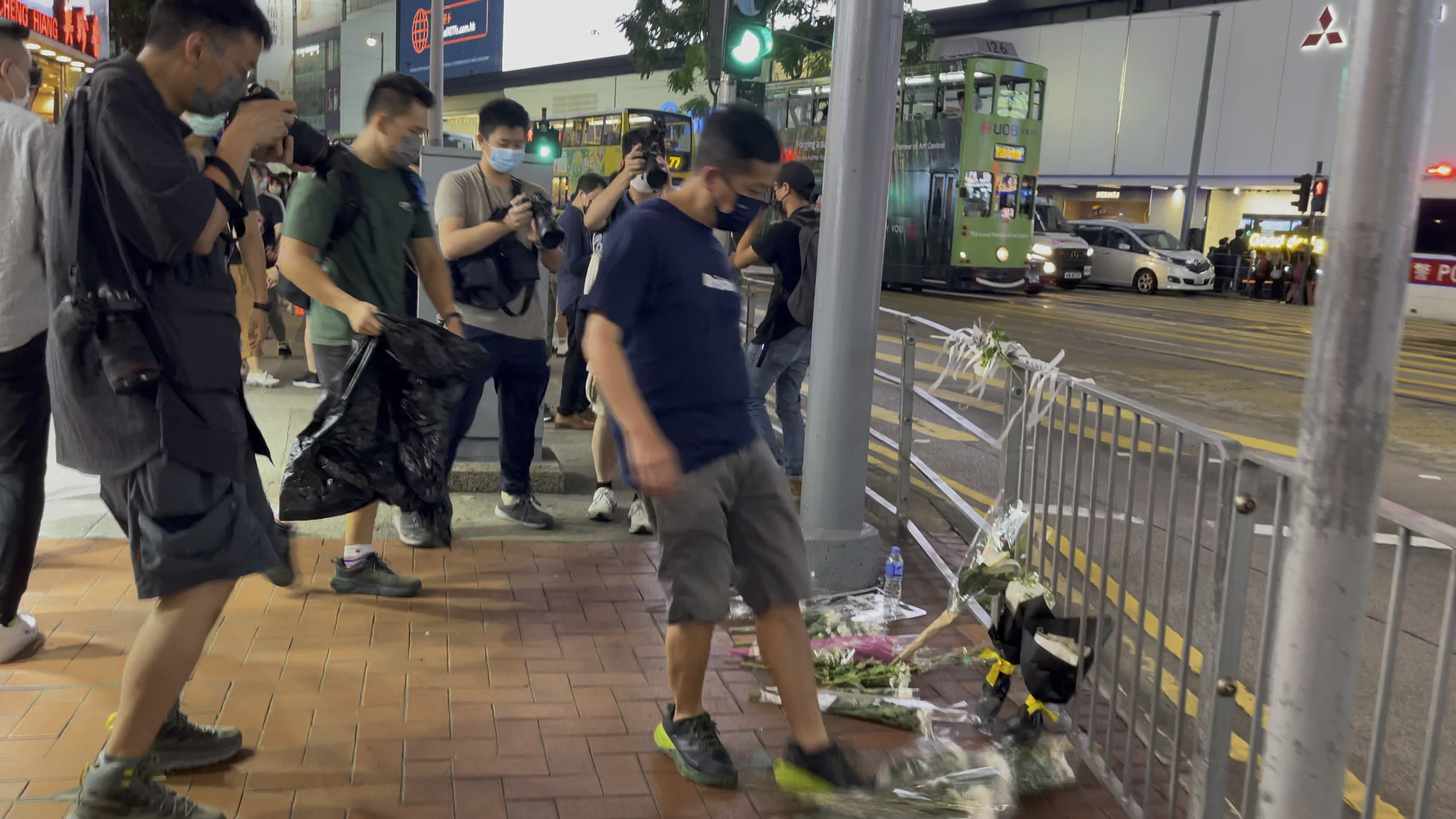
疑似便衣警員用腳踢市民擺放的鮮花
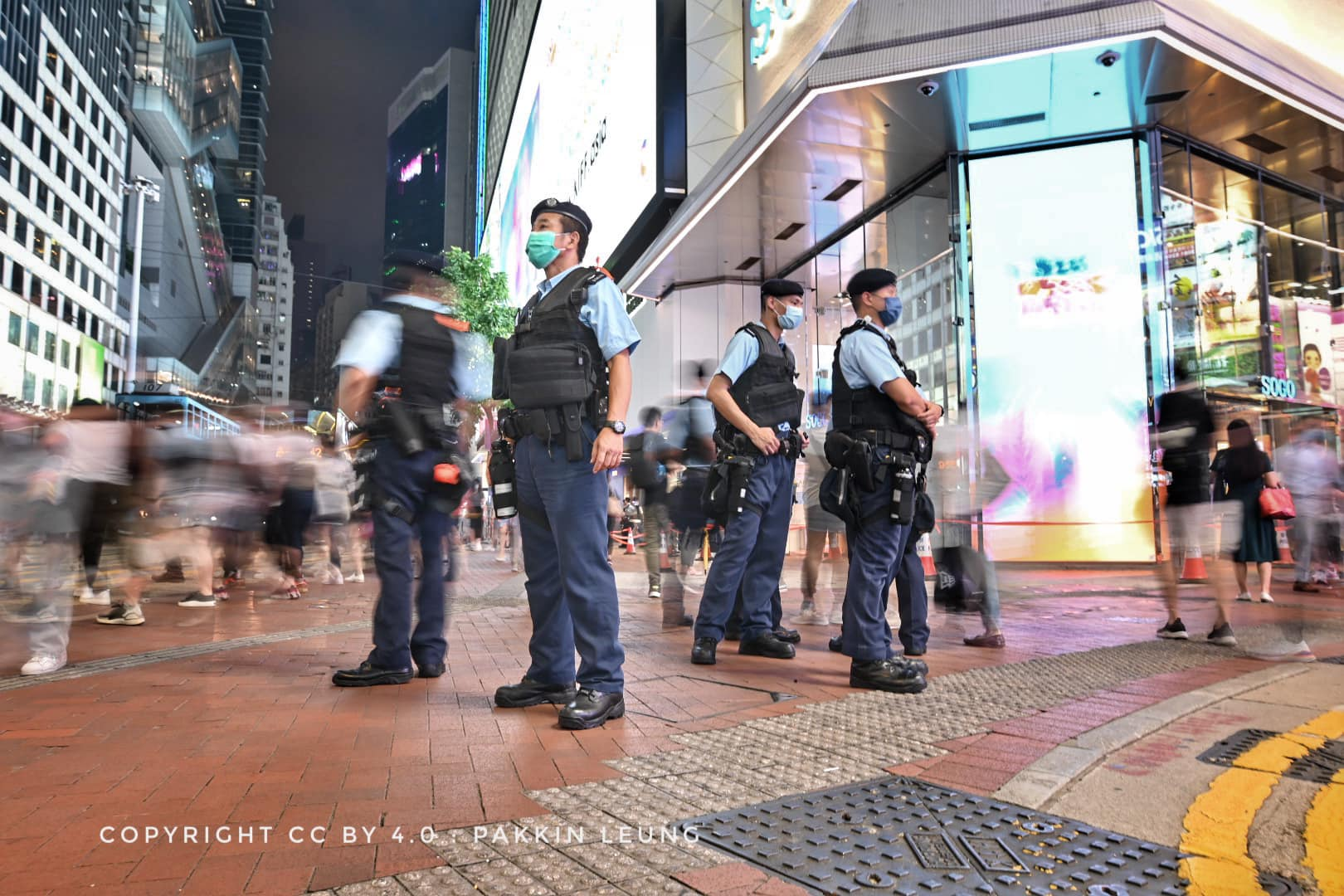
警方事後加強警員防襲措施，前線警員由穿上具防刺功能的戰術背心執勤，並以4人一組巡邏

### 司法案件
1名32歲地盤工人，於2021年6月29日在藍田康華苑怡康閣一個單位，明知而管有、保管及控制某些爆炸品，即硝酸鉀及硫磺。他亦涉於同日同地無牌管有一批彈藥，即580發推動打釘工具的槍彈而被警方拘捕。被控管有炸藥，及無牌管有彈藥共兩項罪名。2日在觀塘裁判法院提堂，被告暫時毋須答辯。控方今稱警方須進一步調查，檢驗化學物品和氣槍部件，以及調查被告的通訊軟件和社交媒體。裁判官屈麗雯拒絕保釋申請，被告須還押。案件押後至9月24日再訊。案件中另一名29歲無業男子則獲准保釋候查，須於8月上旬向警方報到。

## 4日

### 蕭澤頤表明絕對不容許任何人在現場追悼施襲者
香港警務處處長蕭澤頤指出近日市民悼念兇徒的行為是將兇徒英雄化及美化，是有違道德倫理，是人性問題。他同時認為任何人在現場追悼都是絕對不容許，稱他們會煽動其他人分化社會、仇警，影響公共安全及公共秩序。更指出家長帶孩子到場悼念後，日後孩子對父母不滿都會出手襲擊父母。香港大學法律學院公法講座教授陳文敏認為現時無法確定事件是否屬於恐怖活動，警方不應將法例無限擴張。他指出警務處處長蕭澤頤指出悼念施襲者可能違法的說法牽強，他說悼念可以出於同情和表達對政府的不滿，認為警方不應將事件「上綱上線」當成宣揚恐怖主義，若將任何有關行視為違法，政府與市民之間的矛盾只會更嚴重。

### 兩男女涉在網上平台發言 煽惑他人殺警及縱火被捕
7月4日，警方分別在天水圍及沙田拘捕一名20歲女子及一名26歲男子，涉嫌干犯「煽惑他人犯謀殺罪」、「煽惑他人犯縱火罪」及「煽動意圖罪」等罪名被捕。两人被指在Telegram及連登討論區發布兩篇煽惑他人殺警、向警察建築物縱火的言論的帖文。警方调查后，初步相信兩人無直接關係，并解释言論自由不包括煽惑及煽動他人使用暴力。

## 5日

### 一男子籲「斬警察」被捕
警方在油麻地拘捕1名34歲男子，指他7月2日在網上討論平台發出「斬警察」的言論，涉煽惑他人犯意圖傷人罪。警方表示拘捕行動仍然繼續，不排除有更多人被捕

### 香港國安法法律論壇 多名京官指國安工作未夠
律政司舉辦「香港國安法法律論壇」，邀請了10多名京官發表演講。全國人大法工委副主任張勇指全國人大常委會可以根據實際需要，再進一步禁止其他嚴重危害國家安全的犯罪行為，同時指香港應盡早完成《基本法》23條立法，以維護國家安全。國務院港澳辦副主任鄧中華指港府在過去一年能夠積極履行維護國安的主體責任，包括公務員宣誓、建立國安教育課程框架、修訂電影檢查員指引和電話卡實名制。他指未來需要再強化落實對教育、媒體、公務員進行監控。中央駐港國安公署署長鄭雁雄指2019年的反修例運動不是民主思潮、自治呼聲，而是顛覆主權，指出沒有任何妥協懷柔可言，形容「黑暴」行為是“毫無人道的反社會犯罪，只能鬥爭法辦，不能懷柔，別無他法”。鄭雁雄亦引述中共總書記兼國家主席習近平的講話，指香港要由愛國者治理，不是任何人都可掌權治港，強調維護國家安全是特區每一名管治、司法及執法人員要履行的職責，與政治中立無關。他又批評西方國家搞港版顏色革命，目的是搞垮香港，否定「一國兩制」，阻斷中華民族復興。
民主黨主席羅健熙指現時官員提及的內容和之前發生的事件反映中央採取強硬態度，認為現在只是開始。

## 6日

### 組織「光城者」涉嫌企圖製造炸藥被警方國安處拘捕

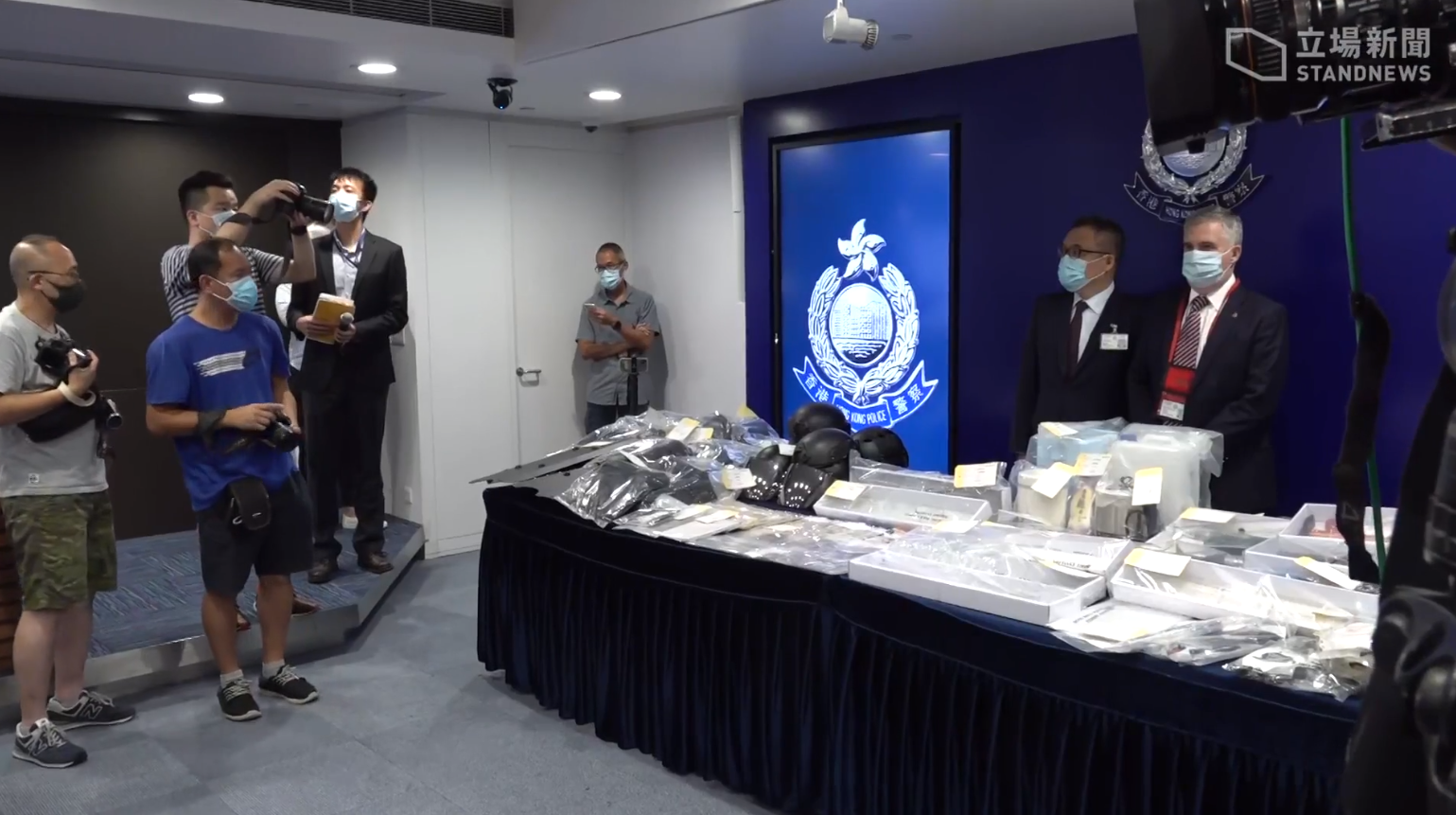
警方國安處舉行記者會，指光城者策劃製土製炸藥作「恐怖襲擊」，拘捕行動中檢獲製造 TATP 器材、炸藥、大量通訊器材、氣槍、約 8 萬港元現金、外國使用的電話 SIM 卡及約值 1 萬港元的外幣

香港警務處國家安全處表示，在7月5日於全港多區搗破激進港獨組織「光城者」並拘捕9人，涉嫌企圖製造炸藥TATP，計劃襲擊海底隧道、鐵路、法庭和街上垃圾桶等公共設施，以及意圖發動汽車炸彈襲擊。案中被捕9人年齡介乎15至39歲，當中6人為中學生、亦包括浸會大學持續教育學院一名公關及傳訊主任、中學職員、網上平台出租車司機及無業者，並凍結60多萬元資產。警方國家安全處高級警司李桂華表示，他們6月起租用尖沙嘴彌敦道約100呎的賓館單位作為炸彈實驗室，計劃在7月上旬發動襲擊。

### 林鄭月娥：港仍有危害國安風險
行政長官林鄭月娥早上在行政會議前見記者，她稱《港區國安法》雖然實施已經一年，不過香港社會目前仍有人繼續危害國家安全、破壞社會安寧和威脅市民人身安全的風險。她形容「黑色暴力」由以往的群眾式地面活動，變成隱閉式的個人化行為，並指出會成為香港的隱患。她計劃從政策和法律層面進一步研究落實維護國安的法律，當中包括建立更健全法律制度與執行機制，提升市民守法意識。她要求政府各部門和公營機構在多方面的範疇落實國家安全，包括教育、廣播、文化藝術，以防止不法分子進行滲透和美化暴力。她又籲家長、校長和牧師等人要多觀察身邊年青人的行為，如發現他們涉違法，必須向警方舉報。她又指社交媒體欠監管長期散播假消息，包括反對中央和散播仇警思想的內容。形容「政府也有責任」、「只有暴政、沒有暴力」等說法是謬論和歪理。民主黨資訊科技及廣播政策發言人冼卓嵐質疑，若政府立法規管所謂的「假新聞」，傳媒將會更自我審查，影響新聞自由及公眾知情權，而公眾批評或不利政府的言論，亦可能變成「假消息」。

### 美銀律師襲休班警罪成 囚4個月2星期
2019年12月7日，一名休班警在港鐵銅鑼灣站嘗試用警棍制服一名跳閘男子不果後，指稱遭37歲美國銀行內部律師搶去警棍及被襲擊，美籍律師早前裁定一項襲警罪成。辯方指被告因案件而在4月起停職，而他的意圖只是希望拿走警棍，並非襲擊警員。不過東區裁判法院裁判官林希維認為案件嚴重威脅公共安全，警員亦多處嚴重受傷，指出被告行為暴力，判囚4個月2星期。美國駐港澳總領事館亦派代表旁聽，領事館職員在庭外促港府應維護司法獨立，確保法庭不受政治干預，並尊重所有人可以獲得公平審訊的權利。

### 民權觀察宣布停止運作
自2014年雨傘運動後成立，關注本港警權及人權的「民權觀察」發表聲明，指因目前香港現況，加上運作資源緊絀下，宣布由7月5日起停止運作，Facebook專頁亦無法瀏覽。《立場新聞》曾經訪問組織成員沈偉男，但沒有回應。

## 7日

### 中大二號橋暴動案 兩被告暴動罪成 兩被告罪脫
2019年11月12日香港中文大學二號橋衝突，兩名中大學生及兩名分別來自理大和IVE學生當場被捕，4人被控暴動、違反《禁蒙面法》及管有攻擊性武器等罪名。其中18歲IVE學生另被控管有一支激光筆。4名學生均否認所有控罪。到2021年7月7日，區域法院裁法官李慶年指作供的13名警員全部是誠實可靠的證人，首兩名被告（中大學生陳起行、理大學生李俊皓）暴動罪脫。不過曾經出庭自辯的IVE學生張俊浩和中大學生鄧希雯暴動罪成。法官指第三被告張俊浩出席胞姊的畢業典禮，並第一次到訪中大，其後因神秘女子的協助進入暴動核心範圍的說法是“匪夷所思、不值一信”。第三被告亦一早已獲姊姊告知畢業禮取消，並叮囑回家。不過被告仍然到中大遊覽，並指出解釋當時管有的裝備是編造故事，目的就是尋找開脫的藉口。而第四被告鄧希雯自辯時，稱自己希望在示威現場取得創作靈感。不過法官指她的打扮與示威者相似，並在前線逗留達13分鐘，批評是「削足適履」的說法，認為她明顯鼓勵他人參與暴動而製造的藉口。

### 立法會議員要求政府加強有关中共的教育工作
政制及內地事務局局長曾國衞出席立法會會議，回應工聯會立法會議員陸頌雄就中共建黨百年的慶祝及保育活動的質詢。他指「沒有共產黨，就沒有新中國，沒有新中國，亦都唔會有我哋一國兩制回歸祖國」，表示政府未來會加強市民認識中共方面的工作，如公民及學校教育方面。其後多名議員陸續發言，金融服務界張華峰指香港政府平常對中共「零宣傳」，形容過去反對派多年以來失實攻擊、污名化共產黨，政府亦無動於衷，認為是對國家執政黨有欠公允。民建聯立法會議員陳克勤和經民聯立法會議員林健鋒提出香港興建永久的共產黨歷史博物館，曾國衞指目前公共圖書館已經有中共相關刊物，香港歷史博物館已有與中共相關的長期展覽，烏蛟騰亦有抗日紀念碑。就建立中共展覽館的建議會向有關部門反映。

### 繼續有市民悼梁健輝
7月7日為梁健輝「頭七」，大批警員繼續在銅鑼灣一帶戒備和巡邏。一名手持一束韭菜的女子路過SOGO被警方截停搜查，她一度情緒激動，並表示「我好驚」。她被警員發出警告後獲准放行。一名26歲女子手持白色花遭截查，警員發現袋內找到一把𠝹刀，涉嫌管有攻擊性武器被捕。到晚上，一名穿著水靴的男子，因被警員發現其背囊內有防毒面具、鎅刀、鉗等物品，結果被警方帶上警車。與被捕男子一同被截查的友人指出，被捕男子任職地盤管工，而截查期間曾經向警員展示工作證明文件，但最後也被捕。另外，晚上10時在名店坊商場，有兩名市民被懷疑攻擊一名常出現在示威現場的中年女子，之後大批警員走入商場。被懷疑施襲的男子被警員帶上警車，但沒有戴手拷。而被袭女子则被送上救護車。期間，被帶上警車男子的同行女性友人對此不滿，一度用手推開一名網媒記者的直播鏡頭，后被警員護送離開。

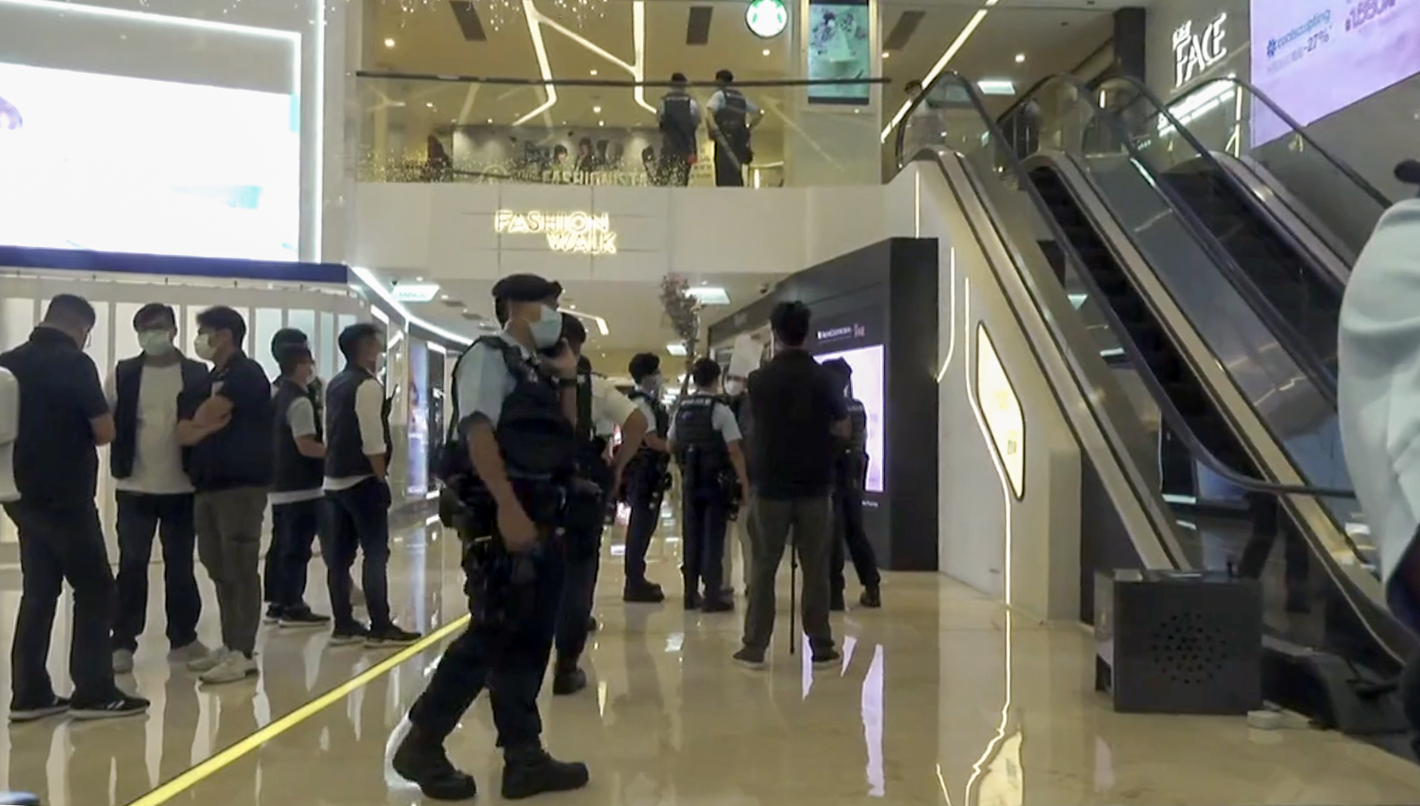
晚上10時在名店坊商場，兩名市民被懷疑攻擊一名常出現在示威現場的中年女子，之後大批警員走入商場
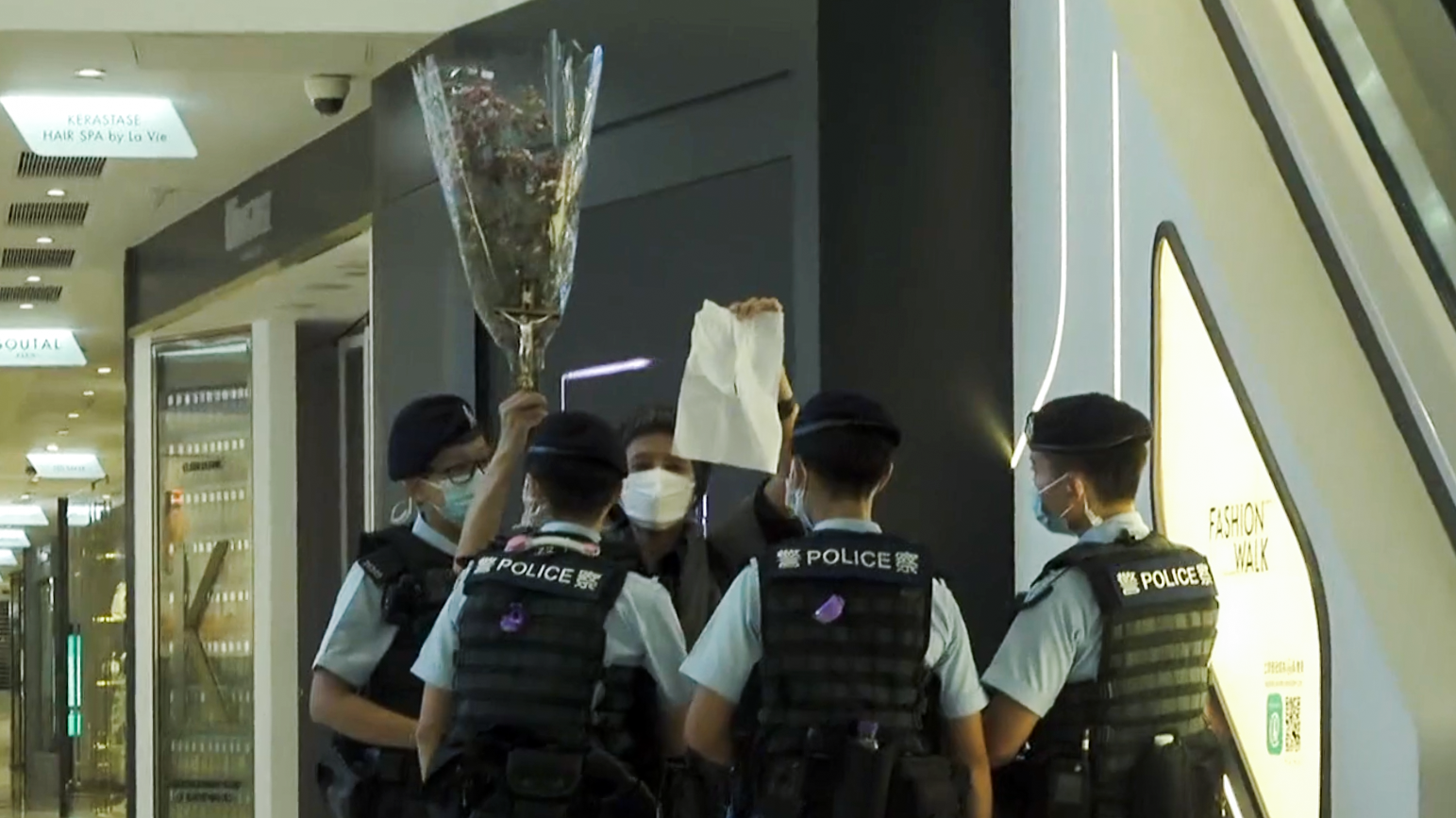
手持白紙和十字架的中年女子在名店坊商場內被警員包圍
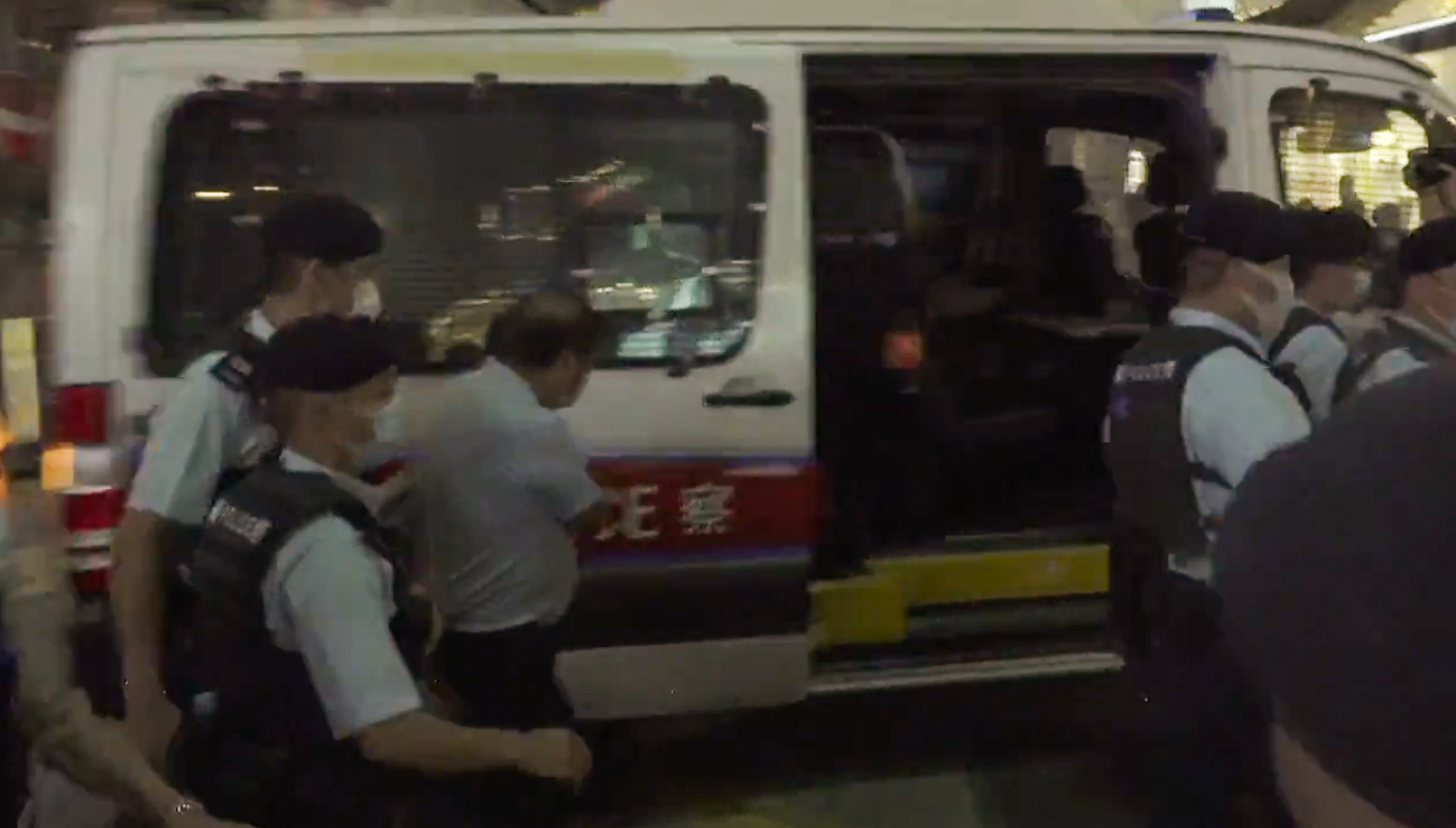
被懷疑施襲的男子被警員帶上警車，但沒有戴手拷
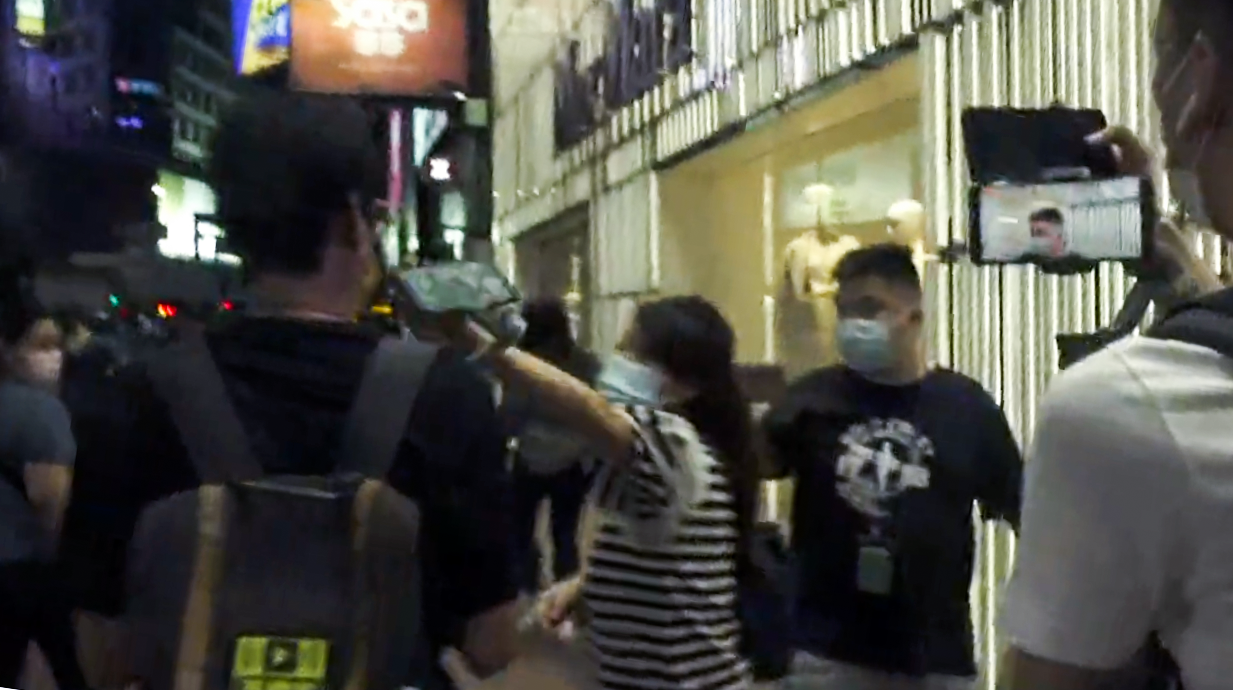
被帶上警車男子的同行友人，一度用手推開一名網媒記者的直播鏡頭

## 8日

### 歐洲議會通過呼籲制裁中港官員及抵制北京冬奧決議 外交部駐港公署斥責
歐洲議會以578票贊成、29票反對，73票棄權，通過一項無約束力決議，強烈譴責香港政府凍結《蘋果日報》資產、拘捕集團主管及編輯主筆等人，導致《蘋果日報》被迫停刊，認為是北京瓦解香港自由社會、抹殺傳媒自由和言論自由，並透過新選舉制度壓制最後的反對政府的聲音。決議亦要求中國政府廢除《港區國安法》、要求港府停止騷擾、恫嚇記者、釋放被任意監禁的和平抗議人士和民主人士。動議亦要求制裁多名官員，包括行政長官林鄭月娥、政務司司長李家超、律政司司長鄭若驊、保安局局長鄧炳強、國務院港澳辦主任夏寶龍和香港中聯辦主任駱惠寧等。決議亦促請歐盟委員會、歐洲理事會與各歐盟成員國拒絶受邀出席北京2022年冬奧會。
外交部駐港公署提出嚴厲譴責，批評歐洲議會一些政客出於一己私利，一再就香港事務指手劃腳，充分顯示了一些反華政客赤裸裸的雙重標準和強盜邏輯。

### QQ音樂《銀河修理員》下架 2名中學生因唱出禁句被校方處分
基督教香港信義會元朗信義中學兩名中五學生，因唱Dear Jane的《銀河修理員》而被記大過。校方認為歌詞中的「亂世」及「對抗」等字眼含政治意思。事發後，QQ音樂將《銀河修理員》下架。大多網民在「微博」嘆可惜，有網民言﹕「今次係銀河修理員，下次唔知又會輪到邊一首歌。唯有祝你在連享受音樂都唔自由嘅亂流下平安吧」。
該兩名中五學生原打算在校內歌唱比賽演出樂隊Dear Jane的《銀河修理員》，但校方審核歌詞後，認為歌詞中的「亂世」及「對抗」等字眼，含政治意思，學生只獲准演出同曲改詞版的《疫情加油》。不過二人晉身決賽後，演出原版歌詞的《銀河修理員》，其中一人在表演完結後，再加上一句「香港人加油」，兩名學生最後因演唱未經審批歌詞而被取消比賽資格，並各被記一個大過、亦遭禁止未來以該校學生身份，參與任何校外比賽或活動，或影響兩人以課外活動成績，報考大學的機會。
事件發生後，QQ音樂於7日晚約11點半下架《銀河修理員》。目前該歌曲已無法在QQ音樂上找到。

## 10日

### 21國就香港蘋果日報關閉發表聲明
美國、英國、加拿大、日本、澳洲在內共21國組成的媒體自由聯盟（Media Freedom Coalition）發布聯合聲明，對《蘋果日報》的關閉和其工作人員的被捕表示嚴重關切，指出政府使用港區國安法打壓新聞業是破壞香港的高度自治和規範《基本法》所賦予港人的權利與自由，並呼籲中國和香港政府尊重和維護香港的媒體自由。

## 12日

### 警方再拘捕和「光城者」有關五人
組織「光城者」9名成員早前因涉嫌企圖製造炸藥被警方國安處拘捕。警方國家安全處人員以「串謀策劃恐怖活動罪」再拘捕5人，被捕人數增至14人，被捕者年齡介乎15到37歲，當中包括3名中學生，當中一名女生及一名英皇集團物管經理被指擔任「金主」的角色。
英皇集團指已經已暫停該名員工的職務，聲明「強烈譴責公然挑戰法律的違法暴力行為，一直支持維護香港核心價值，建設共融社會」。而案中三名被捕的中學生被正式起訴一項串謀恐怖活動罪，目前正還押候訊。

## 15日

### 康城影展播放反修例運動紀錄片
据美國媒體《荷里活報道》，第74屆戛纳电影节即將舉行，大會突然公佈將在當地周五播放由本地導演周冠威製作的反修例運動紀錄片《Revolution of Our Times(時代革命)》 。周冠威聲明感謝康城影展，而他接受《華爾街日報》訪問時表示「不想揣度紅線在哪」，但承認紀錄片可能無法在香港上畫。

### 警方國安處人員走入港大校園蒐證3小時

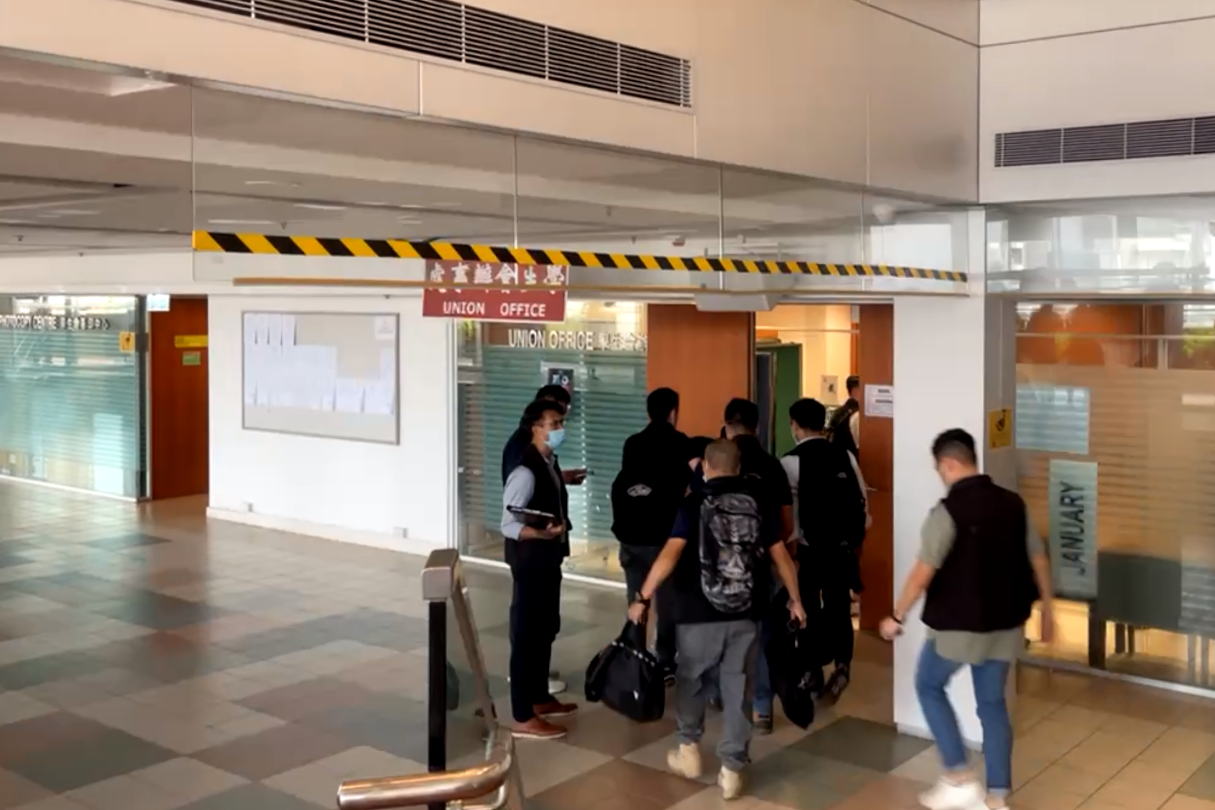
下午約3時，數十名警方國安處人員根據法庭搜查令到香港大學學生會綜合大樓蒐證

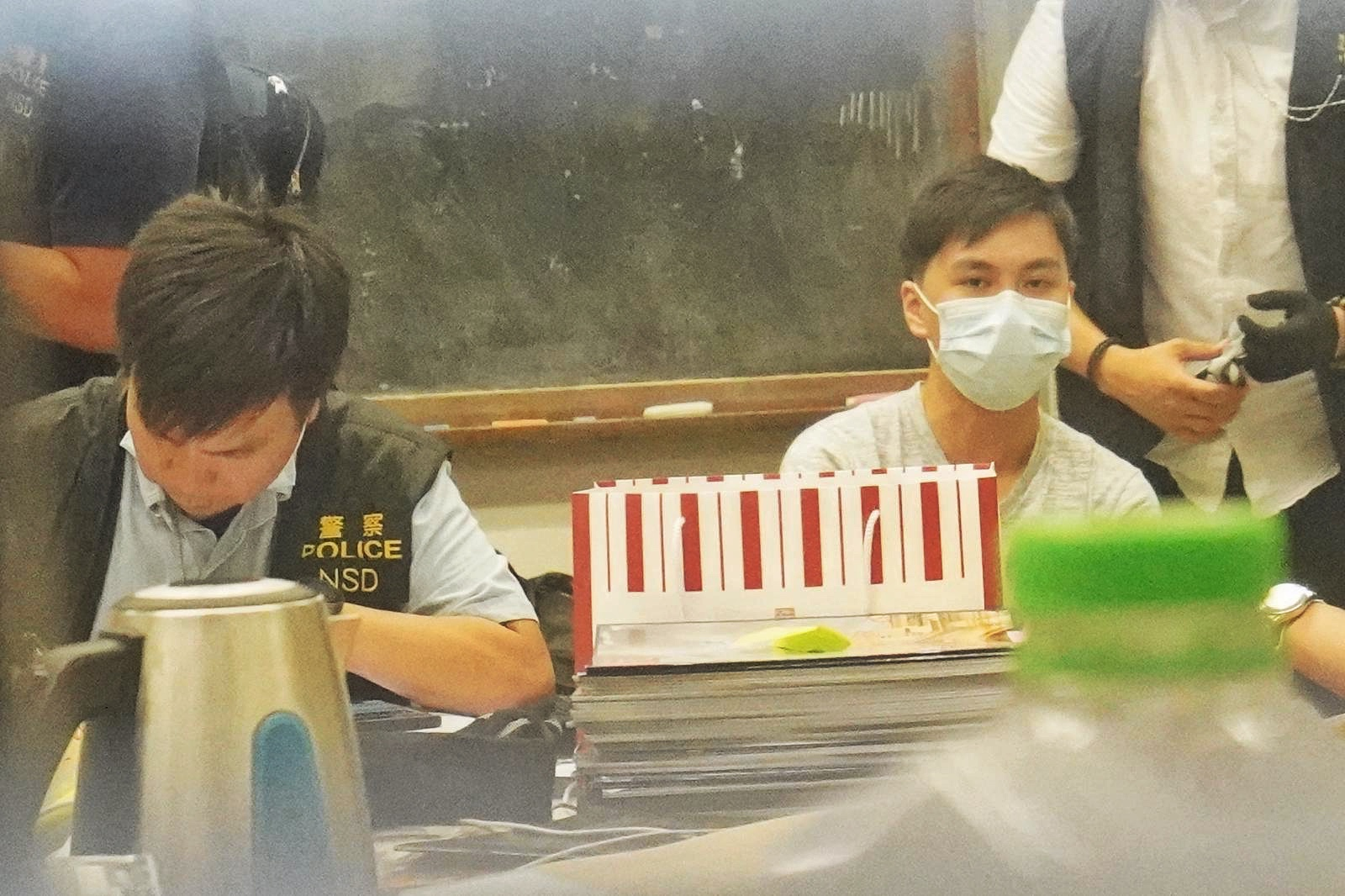
《學苑》總編輯劉建希被問話

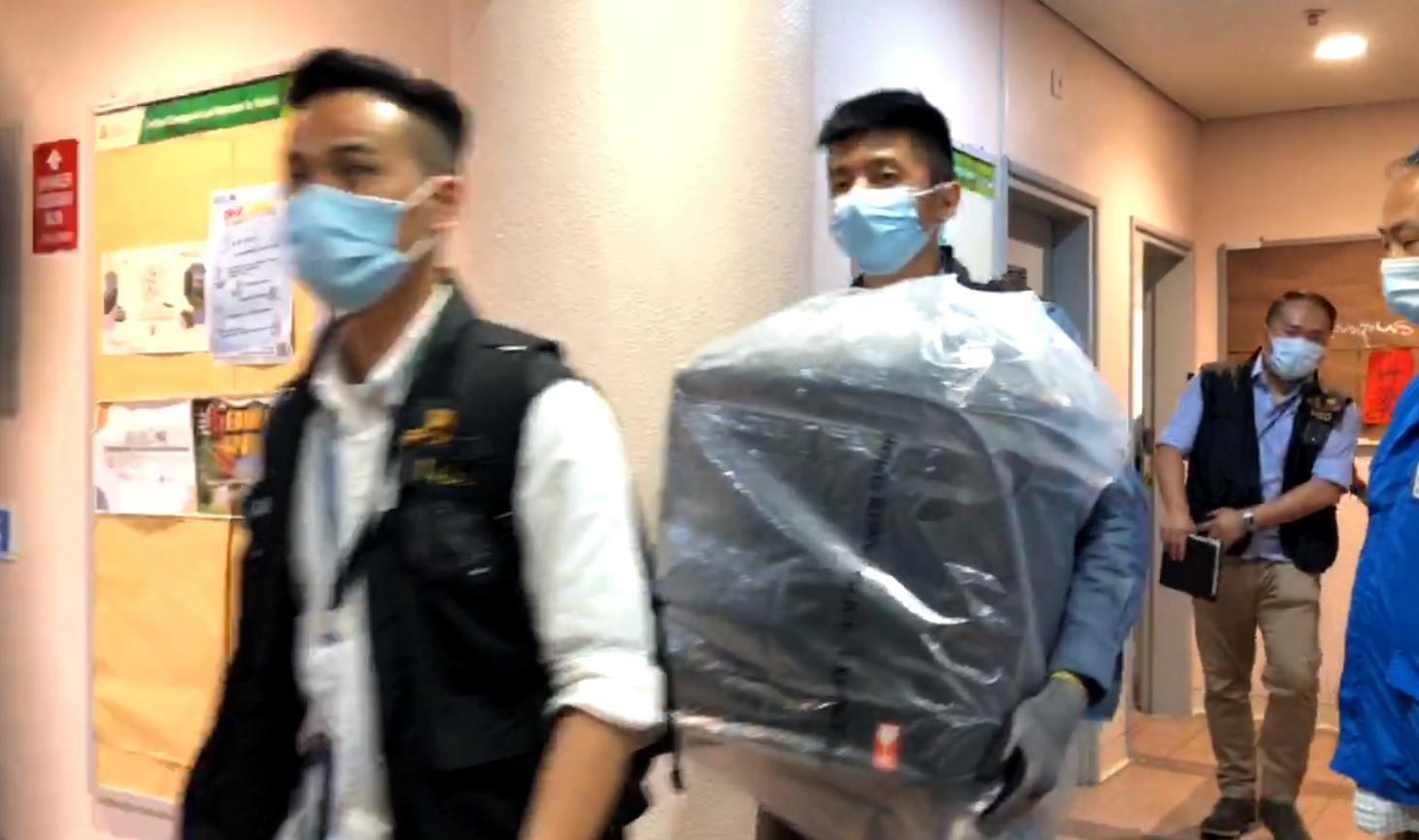
警員在方樹泉文娛中心的《學苑》辦公室檢走電腦主機離開

下午約3時，數十名香港警務處國家安全處人員根據法庭搜查令到香港大學校園，並兵分三路往學生會綜合大樓、莊月明文娛中心的學生會校園電視辦公室，以及方樹泉文娛中心的《學苑》辦公室進行蒐證工作，並檢走大量證物，包括《學苑》總編輯的電話、校園電視的電腦主機及學生會通過哀悼議案後發出的道歉信等文件。學生會綜合大樓於傍晚約6時許才解封，警方檢走至少兩個黑色大袋、一個行李箱及兩個藍色膠箱離開。港大學生會校園電視主席江澤灝交代事件，他指出警方在辦公室蒐證近兩小時，正調查學生會評議會涉嫌違反國安法第27條「宣揚恐怖主義、煽動實施恐怖活動」的案件。而《學苑》指總編輯劉建希被問話近3個半小時才獲得放行，並檢走劉建希電話、一部相機、學苑蓋章、兩枝錄音筆，以及學生會就通過哀悼議案發出的道歉信。而副總編接受約一個半小時的問話後才獲放行。

### 美國首度向香港發布商業警示
美國國務院、財政部、商務部與國土安全部對香港的商業風險發出警告，指在香港營運及活動的美國企業受到《港區國安法》的約束，指出目前有些外國公民因違反該法例而被捕，包括一名美國公民。公告亦提及香港的企業在沒有搜查令下受到電子監控，以及必須將企業和客戶資料交給當局的相關風險。中國外交部發言人趙立堅促美國停止干涉香港事務，將視美方措施作出堅決有力回應。特區政府批評美國政府試圖製造恐慌情緒。

### 7名香港中聯辦副主任被列入美國制裁名單
晚上，美國財政部將7名香港中聯辦副主任加入指定制裁名單，包括陳冬、何靖、盧新寧、仇鴻、譚鐵牛、楊建平與尹宗華。國務卿布林肯透過美國國務院發表聲明，認為中國及香港官員過去一年有系統地損害香港民主體制，導致香港營商環境惡化，同時批評香港政府利用政治動機打壓傳媒自由。
外交部駐香港特派員公署發表聲明，對美國政府所謂商業警告及制裁表示強烈譴責，形容施壓制裁不過是廢紙一張，並称中國人民必將給予迎頭痛擊。

## 21日

### 警方國安處拘捕蘋果日報4名高層
香港警務處國家安全處以「串謀勾結外國或者境外勢力危害國家安全罪」拘捕《蘋果日報》前執行總編輯林文宗。同日撤銷前副社長陳沛敏、及前英文版執總馮偉光的保釋安排

### 元朗襲擊事件二週年

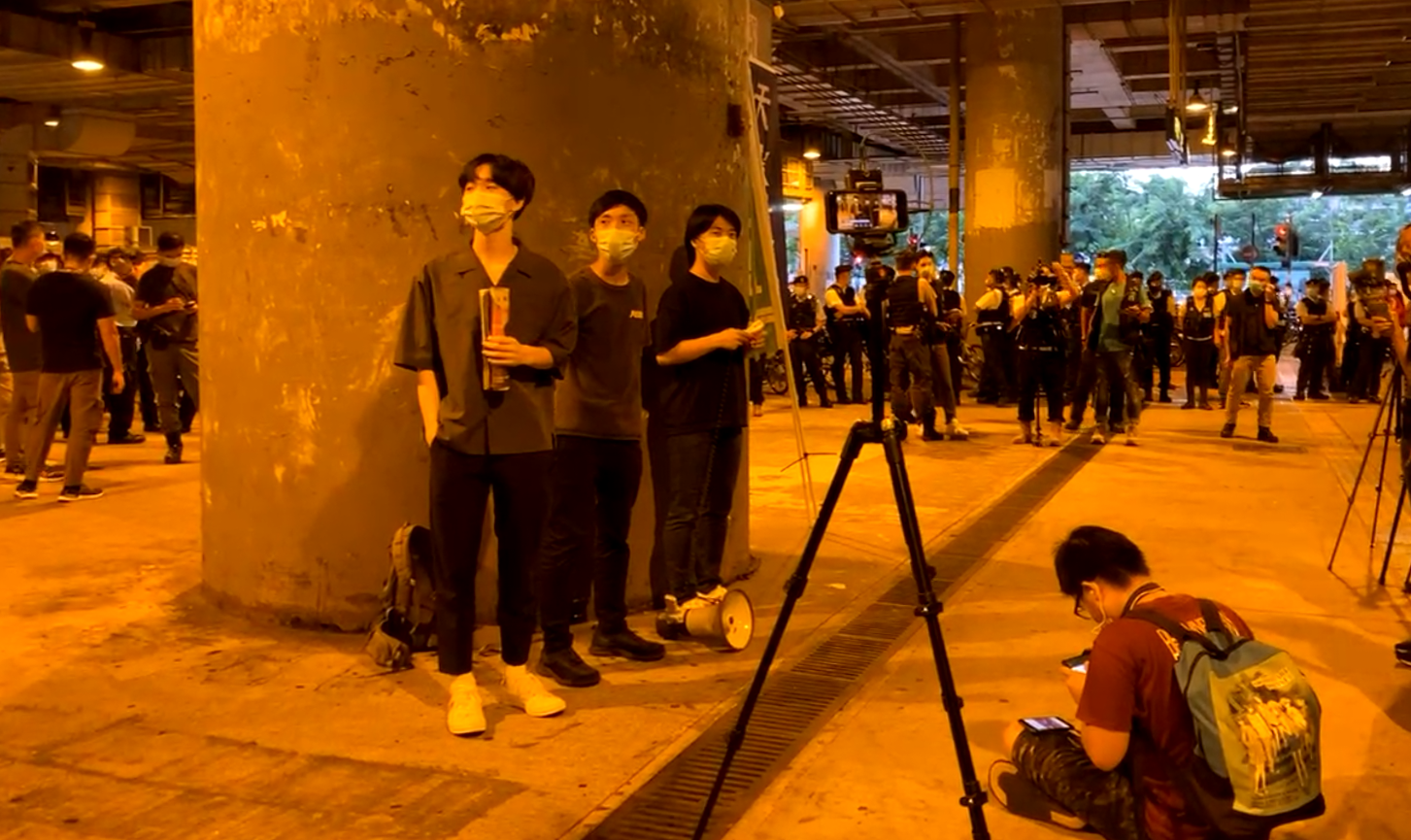
傍晚6時，天水連線聯同職工盟，以及賢學思政召集人王逸戰，在元朗站地面公共交通交匯處設置街站

元朗襲擊事件發生二週年，警方在元朗一帶加強布防。其中港鐵元朗站天橋及地面有過百名警員巡邏及布防，他們身穿防刺背心；警員亦在元朗市中心一帶加強巡邏並截查市民。傍晚6時，天水連線聯同職工盟，以及賢學思政召集人王逸戰，在元朗站地面公共交通交匯處設置街站，透過廣播和派傳單，希望市民「毋忘721事件」。警員登記他們的身分證資料，並多次以可能違反限聚令為由，要求現場的市民不要停留。3人逗留約1小時後離開。另外，香港酒店工會成員，在下午2時許同一位置設街站，他們派發寫有721字眼的防疫單張期間被警方截查，警員指單張上的卡通圖案與「黑暴」有關，更警告如繼續派發會通知國安處人員到場調查，最後他們離開。

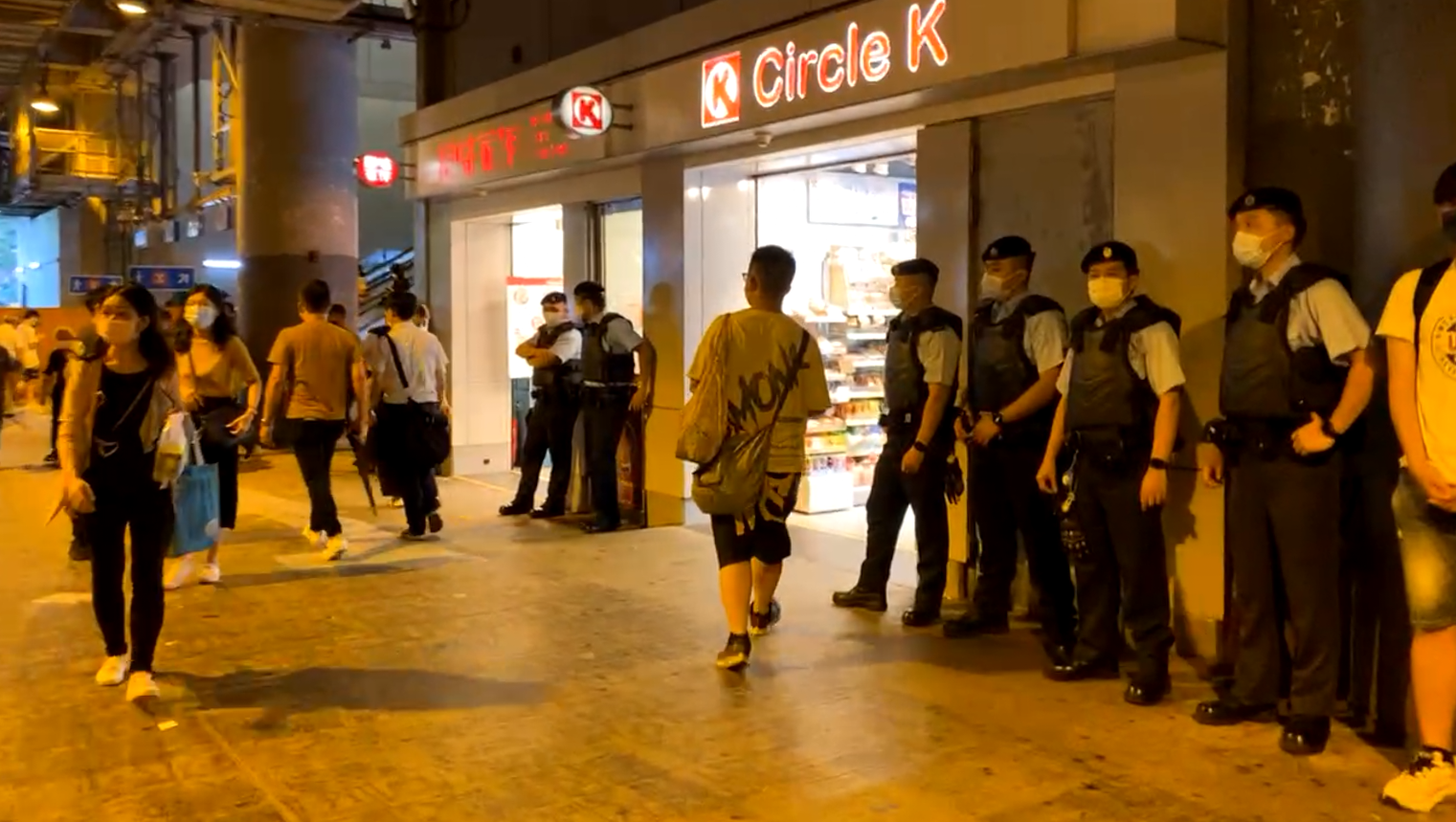
元朗站地面有過百名警員巡邏及布防
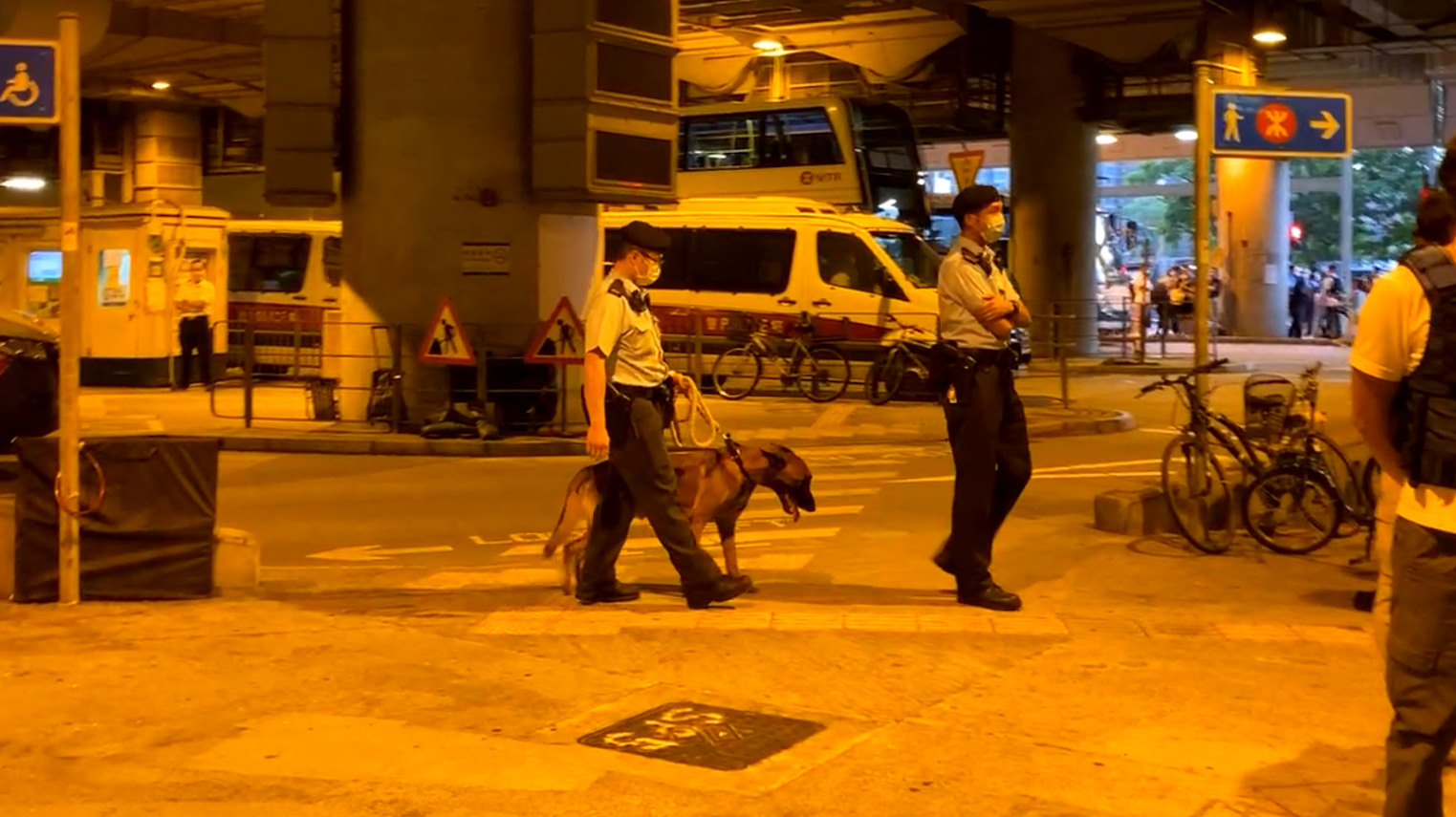
警員派出警犬
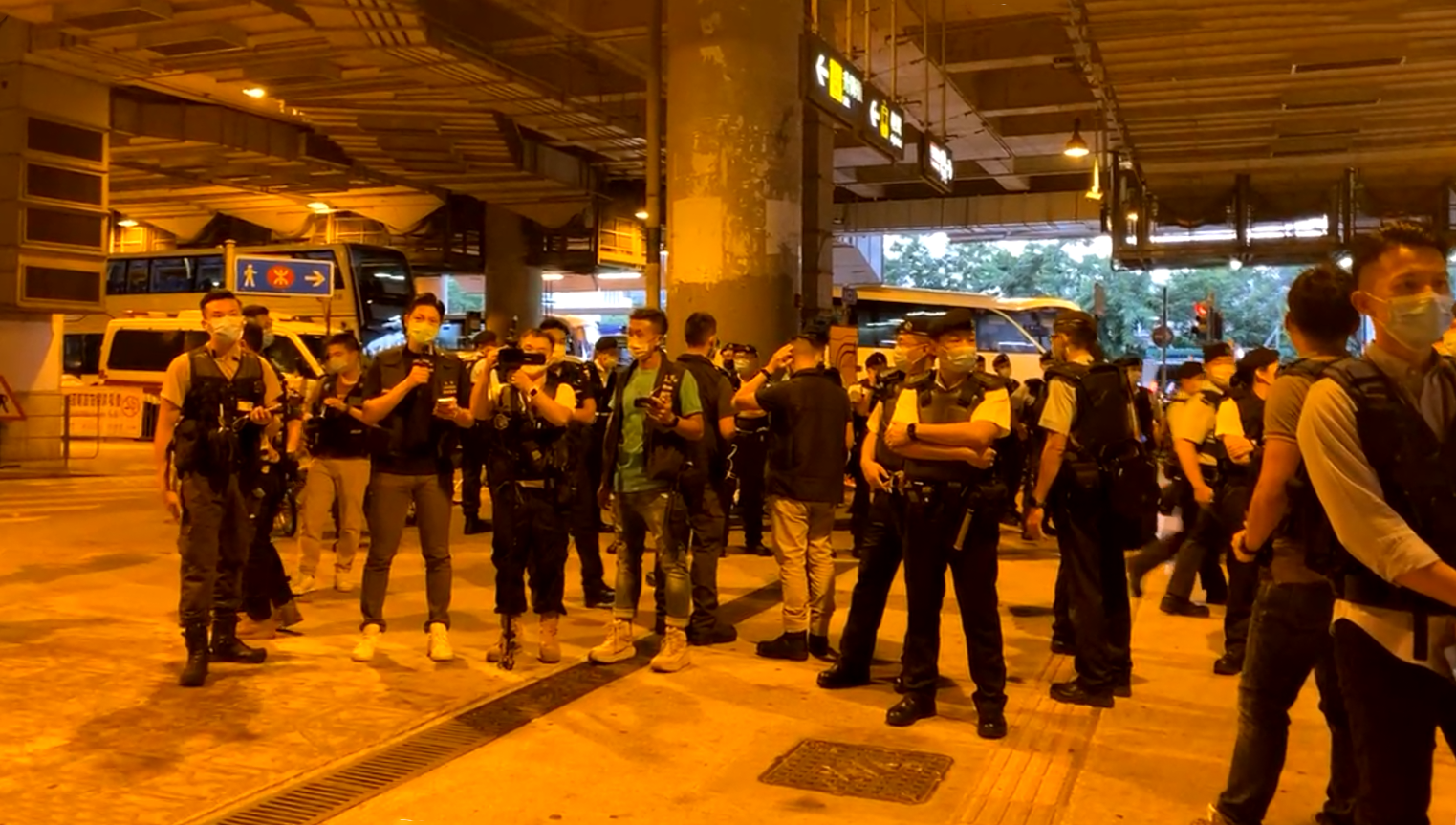
警員進行攝錄
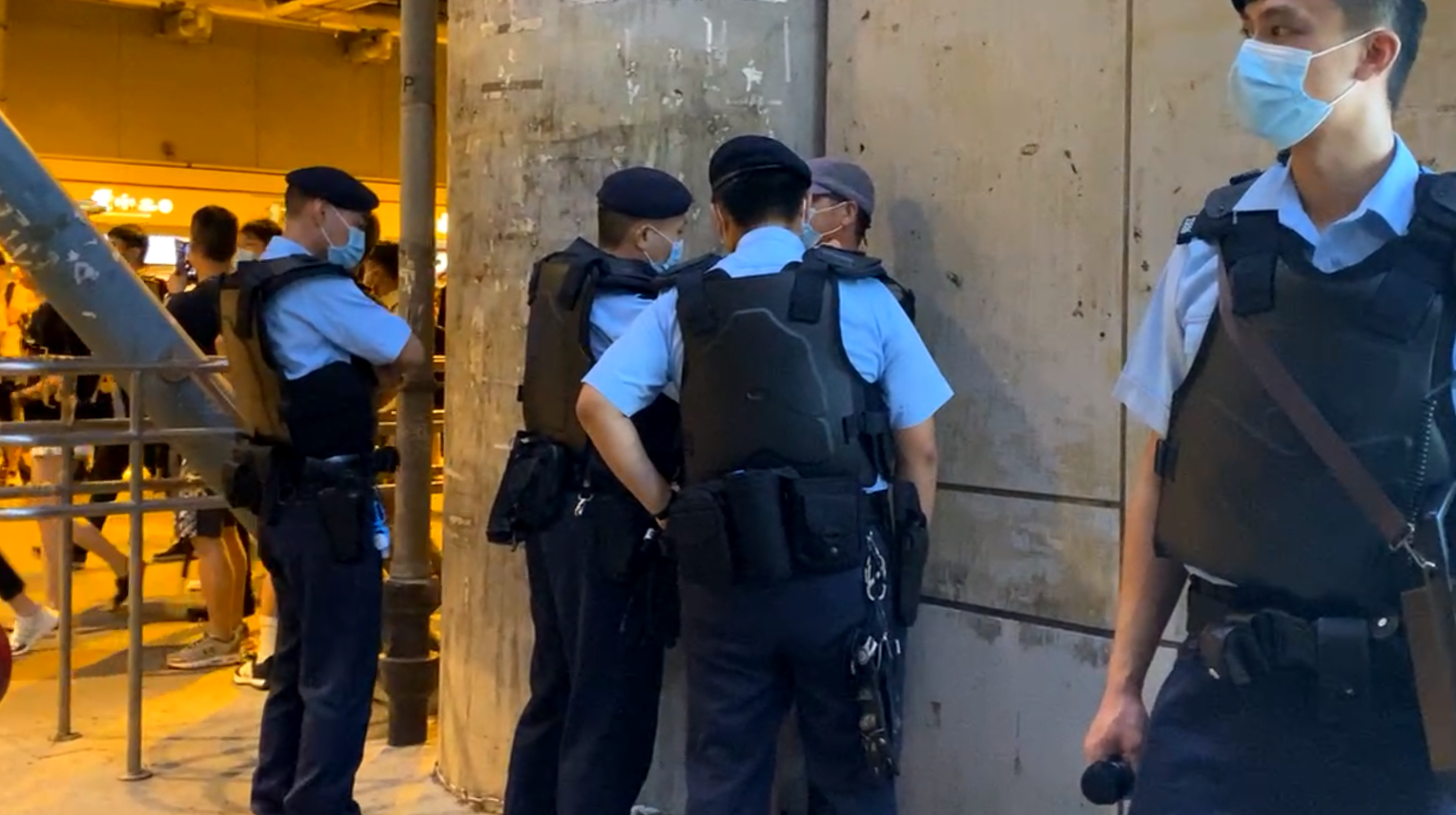
警員身穿防刺背心，並截查路過市民

在海外，有港人紀念事件發生二週年。其中加拿大多倫多香港家長組在約克區市政廣場舉行燭光集會活動。而溫哥華支援民主運動聯合會（溫支聯）傍晚在溫哥華美術館外舉行快閃集會，同時為香港失去言論自由進行哀悼，有約300人參與。

## 22日

### 國安處拘捕「香港言語治療師總工會」5位成員 涉串謀發布煽動刊物

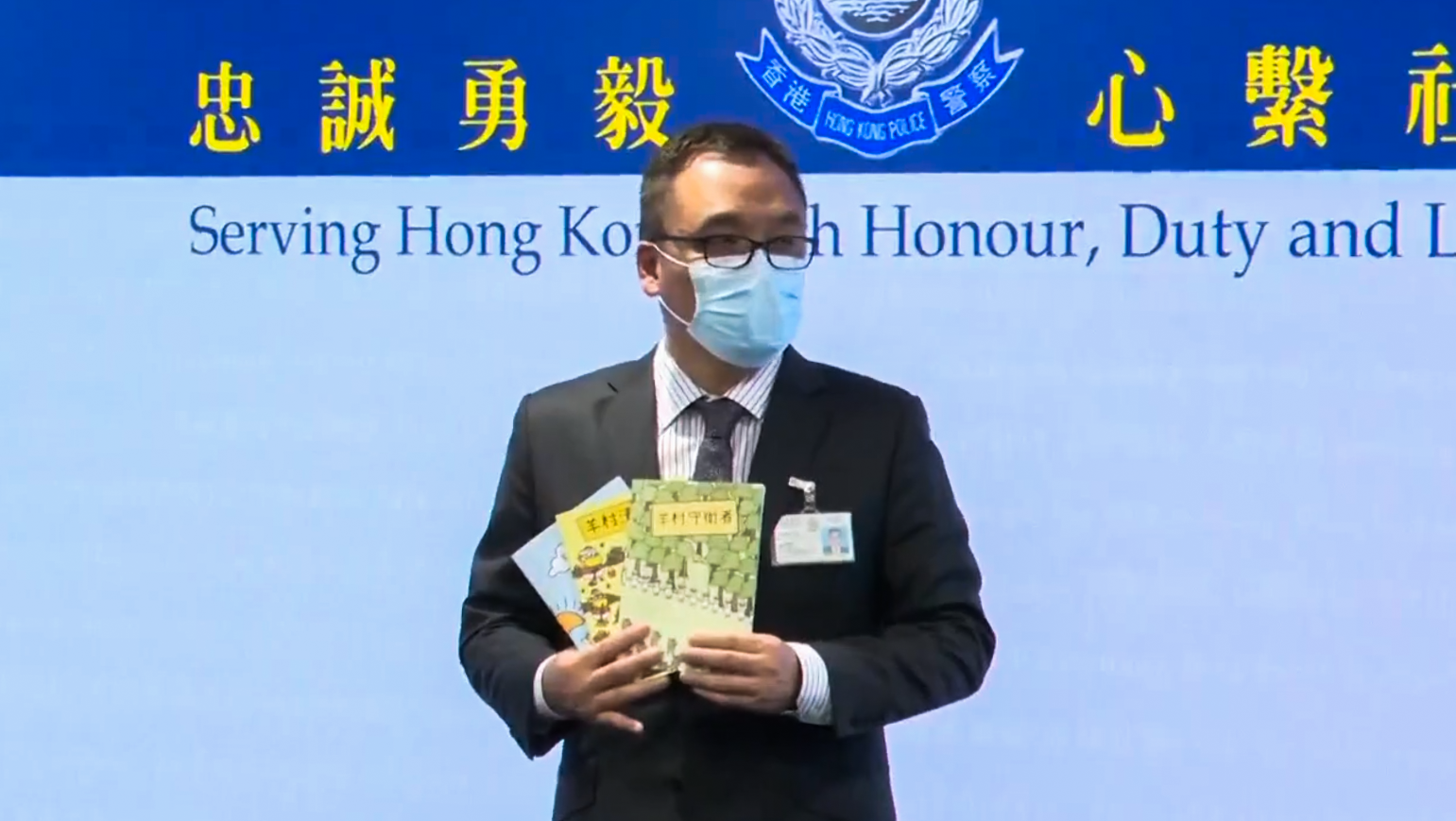
國安處高級警司李桂華見記者，指兒童刊物「羊村守衛者」和「羊村十二勇士」繪本的內容設有導讀及對照表，分別反映反修例運動及「12 人港人案」，並非警方自行聯想，認為內容是要製造仇恨

香港警務處國家安全處拘捕「香港言語治療師總工會」5位成員，年齡介乎25至28歲，涉嫌串謀發布煽動刊物。報導指事件與「羊村守衛者」、「羊村十二勇士」及「羊村清道夫」等兒童刊物有關。行動中搜出約550本相關刊物和傳單，工會約16萬元資產亦被凍結。國安處高級警司李桂華形容刊物透過兒童漫畫美化違法行為、荼毒兒童，引起市民對政府的憎狠。他呼籲持有繪本的家長或商店應盡快處理，不要再派發。職工盟主席黃迺元批評事件明顯侵犯《基本法》賦予的言論及創作自由，政府明顯想散播恐懼，也代表《一九八四》、《动物庄园》都不能再看。
被捕的5人中，工會主席黎雯齡及副主席楊逸意分別被落案起訴一項「串謀刊印、發布、分發、展示或複製煽動刊物罪」，到7月23日在西九龍裁判法院提堂，兩人暫時無須答辯，不過《港區國安法》指定法官、總裁判官蘇惠德拒絕二人保釋，將案件押後至8月30日再訊。控方在庭上表明不排除會有更多人被捕，或考慮檢控其他罪名。醫管局員工陣線副主席陳國誠認為本案完全是「政治打壓」，目的是造成白色恐怖。而言語治療師總工會理事伍巧怡、陳源森及方梓皓獲准保釋候查。

### 元朗襲擊事件7位白衣人暴動罪成

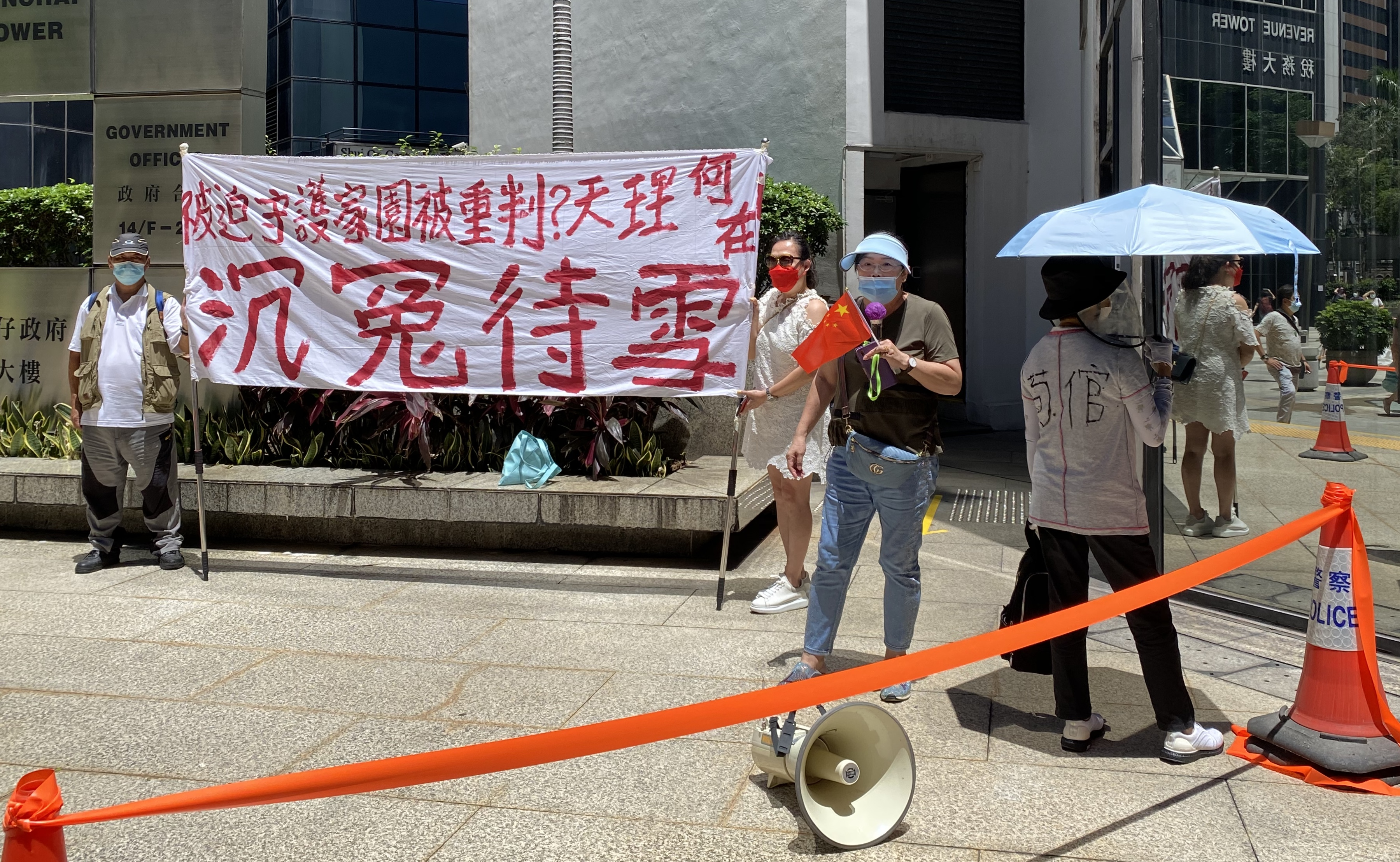
白衣人支持者在灣仔區域法院外拉起大型横额，抗议首宗7-21白衣人暴动案法官判刑不公

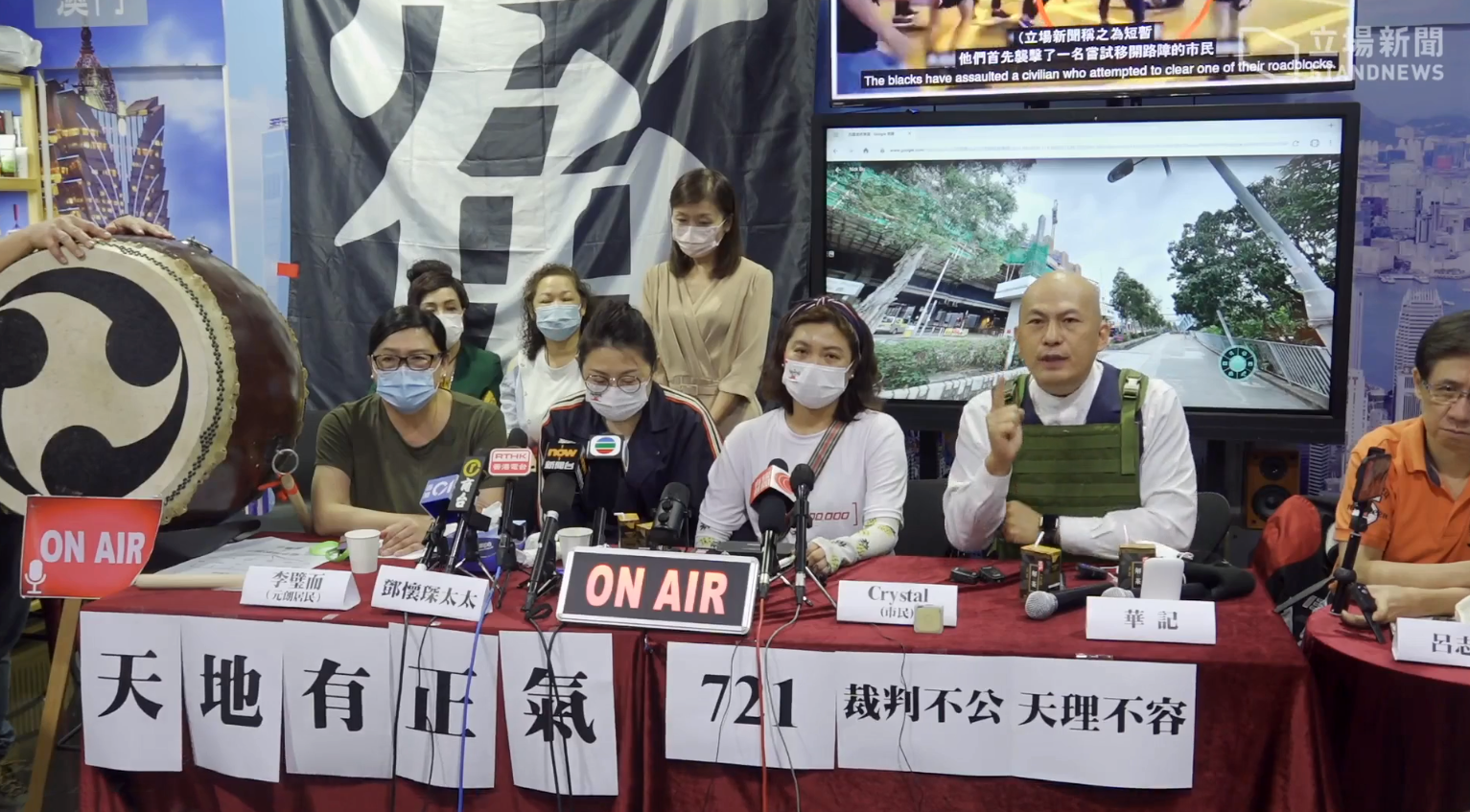
白衣人暴動案被判囚7年的被告鄧懷琛妻子，聯同親中KOL「華記」楊官華和珍惜群組李璧而出席記者會回應裁決，其中楊官華身穿戰術背心現身

區域法院法官葉佐文裁定元朗襲擊事件中7位白衣人暴動罪成，判囚3年半至7年。法官直斥白衣人「自組武裝力量，憑藉自製的「保衛元朗 保衛家園」標語牌，宣示元朗為須自行執法的受難家園，將警察淪為配角」，又指他們喪失理智進行無差別施襲。而旁聽人士得知判決後，大叫「判刑不公」、「六月飛霜」、「不公平審訊」、「法治已死」、「咁林卓廷咪要出去打靶」、「寫報告去習近平，寫信去中央」、「叫習近平處理香港」。
而案中出庭作供的證人 A 得知裁決後，不但沒有感到高興，更認為無力感加重，指出目前未解的真相仍然好多，整個事件沒有解決。當日受襲的廚師蘇先生指判決意義不大，認為事件仍然有大批施襲者逍遙法外，他又認為事件有預謀，否則不會有這麼多白衣人明目張膽施襲，表明若未能找出幕後主腦，「心中始終有條刺」。因目睹白衣人施襲，走避樓梯而摔傷的60多歲林女士指多名被告只被判約4年監禁，反而理大暴動案一名被告搜出波子及索帶，都被判囚3年9個月，認為刑期無法反映罪行嚴重。
至於白衣人暴動案被判囚7年的被告鄧懷琛妻子，聯同親中KOL「華記」楊官華和珍惜群組李璧而出席記者會回應裁決。會場貼上「天地有正氣，721裁決不公，天理不容」的標語，並擺放關公雕像。鄧懷琛妻子不時以紙巾拭淚，指丈夫當日只是到場觀察及保護家園，用「飛來橫禍，六月飛霜」形容判囚，期間需要由友人安慰。她亦表示自己沒有錢進行上訴。楊官華身穿戰術背心現身，他指出鄧懷琛妻子與暴動罪成白衣人均是「光明正大」，更要求特首林鄭月娥介入，又促請警方國安處和廉政公署調查「呢個法官有無收錢」及是否受到壓力或者利益等。

## 23日

### 林鄭月娥：不認為推動逃犯例是錯誤
行政長官林鄭月娥接受香港電台英文節目Backchat訪問，她不認為2019年推動修訂《逃犯條例》是錯誤的決定，認為是當時推廣和解說工作做得不好。她又指《路透社》在2019年披露林鄭與商界一次閉門會議的錄音，提及“特區政府除了三萬警力，甚麼都沒有”的做法是反映傳媒誠信和道德問題。其後主持人反問對話涉及公眾利益及透明度，為何不可以報道時，林鄭指自己現在更理解傳媒工作，更邊笑說：「或許有需要就相關情况立法」。她又指外界一直對中國存在偏見，借香港打壓內地，反問「我們失去了什麼自由？」，更指出過去本港發生暴力事件，明顯背後是與外國力量有關，而1997年回歸後出生的年輕人更出現反國家的情緒。不過她以相關案件已交法庭處理為由，拒絕透露細節。她又指所有同情暴徒（rioters）及反對警隊的人都欠警隊一個道歉，指警隊受到不公平對待。

### 中国对美国前商务部长罗斯等7个美方人员和实体实施制裁
中国外交部宣布，对美国前商务部长威尔伯·罗斯、美国国会美中经济与安全评估委员会主席卡罗琳·巴塞洛缪、国会—行政部门中国委员会前办公室主任乔纳森·斯迪沃斯、美国国际事务民主协会成員金度允、美国国际共和研究所在港授权代表亚当·金、人权观察中国部主任索菲·理查森，以及香港民主委员会实施制裁，反制美国此前向香港发出商业警告，并制裁中联办官员。这是《中华人民共和国反外国制裁法》实施以来首次引用该部法律实施制裁行动。

## 26日

### 前大埔區議員非法集結罪成判囚 3 個月
前大埔區議員連桷璋、文念志及現任大埔區議員姚鈞豪等5人，在2020年3月8日於大埔超級城參與悼念周梓樂逝世活動因用電筒光照向警員眼睛，被控非法集結罪。其中文念志及議員助理兼地盤工人蘇揚浚，另被控一項襲警罪。兩人及姚鈞豪亦被控一項無牌管有無線通訊器具罪。案件中文念志及蘇揚浚承認全部3項控罪，主任裁判官蘇文隆以4個月作為量刑起點，最後文念志及蘇揚浚判監3個月及就無牌管有無線通訊器罰款1500元。

## 27日

### 高院裁定唐英傑煽動分裂國家和恐怖活動罪成立
首宗《港區國安法》案件唐英傑案，國安法法官裁定唐英傑煽動他人分裂國家罪和恐怖活動罪（交替控罪：危險駕駛引致他人身體受嚴重傷害罪）罪成。法官認為「光復香港時代革命」標語已經構成港獨意味，而被告當時駕駛插有「光復香港，時代革命」口號的電單車，其展示口號的行為已經充分證明煽動他人分裂國家的意圖，認為當時被告是要宣揚這個議題。法官又指唐英傑未有停下電單車，最後撞向警員，已經是對警方和香港法治的刻意挑戰，嚴重危及公眾安全，並對社會構成重大傷害。法官認為被告是為了透過恐嚇公眾，宣揚其政治理念的目的而做出有關行為。兩罪最高可判囚終身監禁。法庭下周二早上聽取辯方求情，控方申請充公被告駕駛的電單車。

## 30日

### 國安法首案 唐英傑判囚 9 年

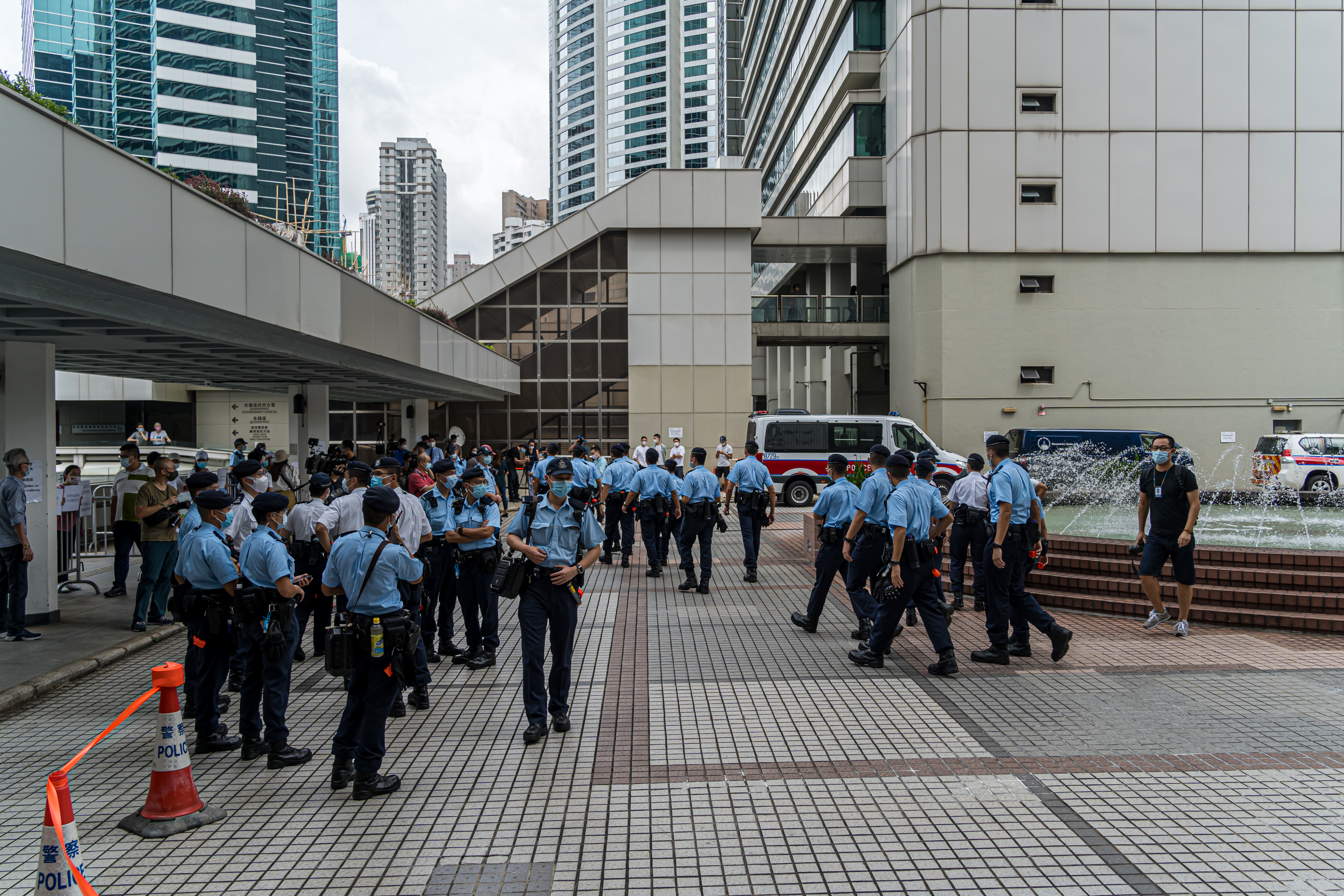
大批警員在高等法院外戒備

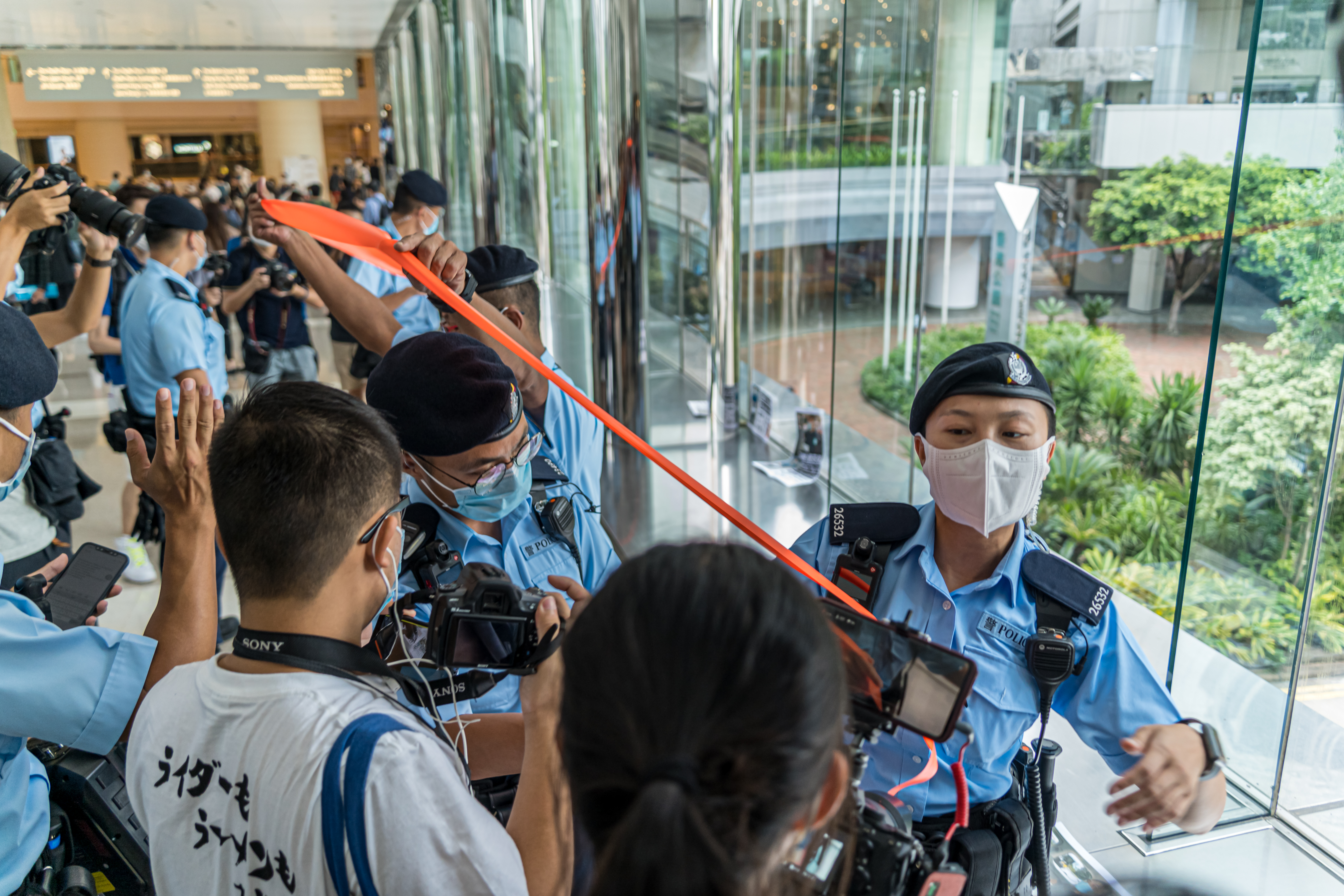
警員拉起橙帶圍封太古廣場往金鐘廊的天橋，禁止市民在天橋等候囚車

首宗國安法案件經過15日審訊後，國安法指定法官杜麗冰、彭寶琴及陳嘉信於27日裁定唐英傑「煽動他人分裂國家罪」及「恐怖活動罪」兩罪罪成，經29日的求情後，30日宣判，「煽動他人分裂國家」罪量刑起點為6年半，而「恐怖活動」罪量刑起點為8年，其中兩年半分期執行，最後判處監禁9年和駕駛停牌10年。唐英傑胞妹聽到裁決後隨即哭泣，家屬向唐英傑高喊「撐住呀」，唐英傑以「你哋都撐住」回應。
法官認為案件「情節嚴重」，認為唐英傑是故意和有計劃選擇在7月1日回歸日《港區國安法》生效後首天，並違反警員指示而衝擊防線。目的是明顯刻意挑戰法律與秩序、吸引公眾注意，並指出被告將電單車作致命武器，令警員受傷。法官亦不認同辯方求情指被告需要照顧身體欠佳的媽媽及想見年老的外婆患癌最後一面，是可以扣減刑期的理由，認為被告在犯案前應考慮家人的感受。
在法庭外，大批警員先後到高等法院囚車出口，以及太古廣場往金鐘廊的天橋驅趕等候囚車的市民，指在場市民違反限聚令，其後拉起橙帶圍封天橋。一名女警司更稱「我哋唔會俾你地送車㗎啦，走啦！」警員亦到電車站截查近10人，登記他們的身份證及搜查行裝，一名女子因未有身份證被帶走。

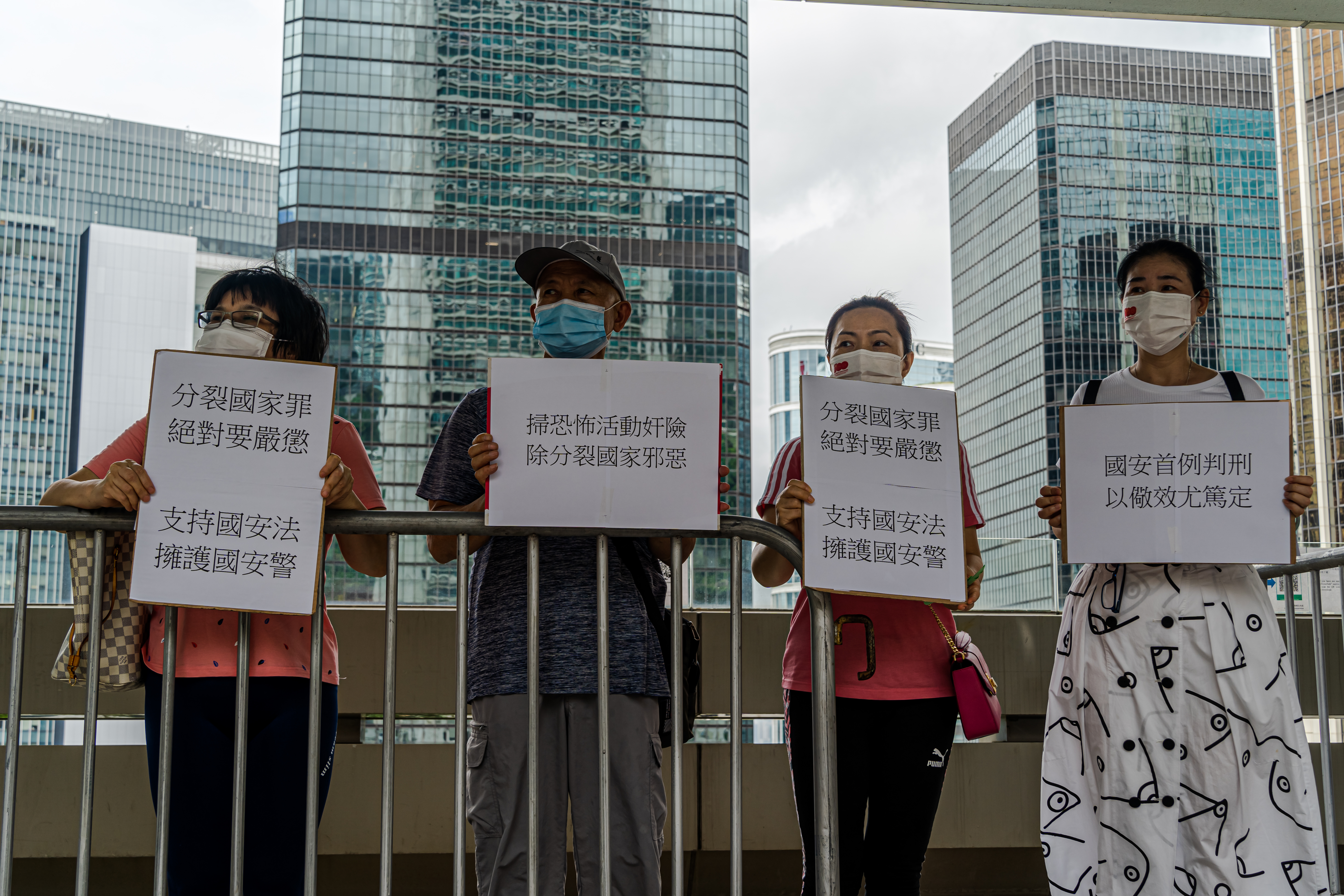
有建制人士支持法庭裁決
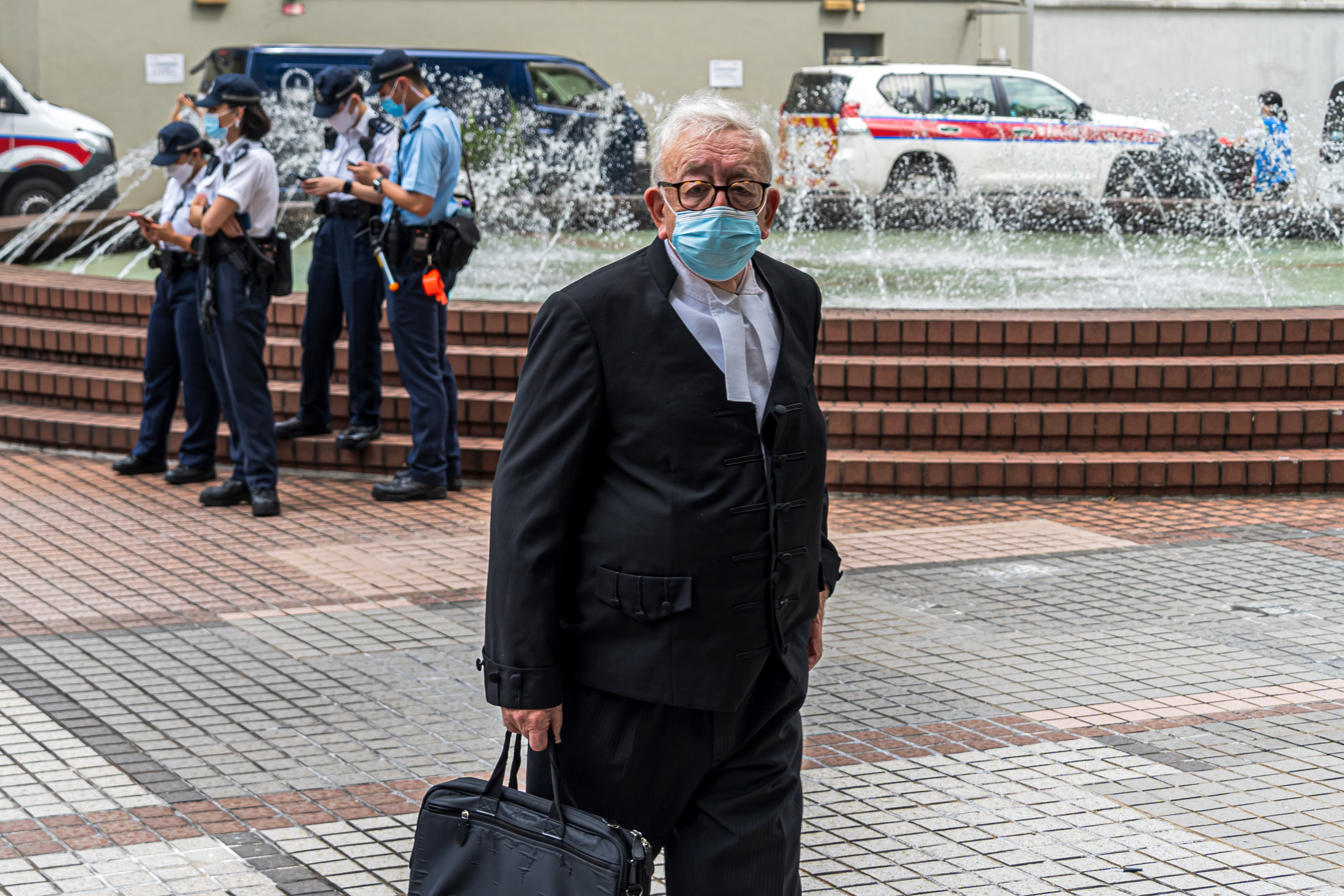
代表被告唐英傑的資深大律師郭兆銘前往高等法院
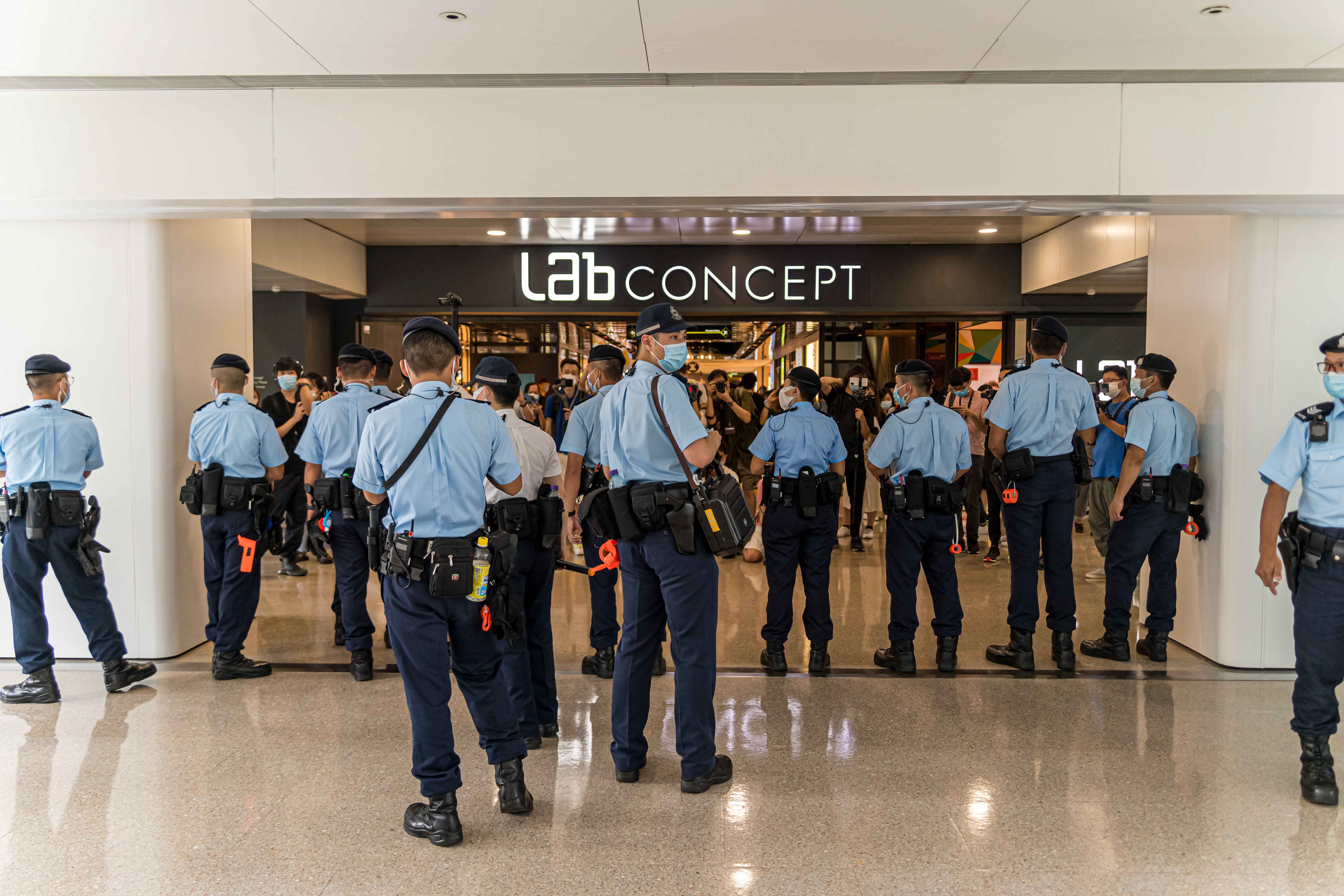
金鐘廊天橋被警員包圍，市民無法出入
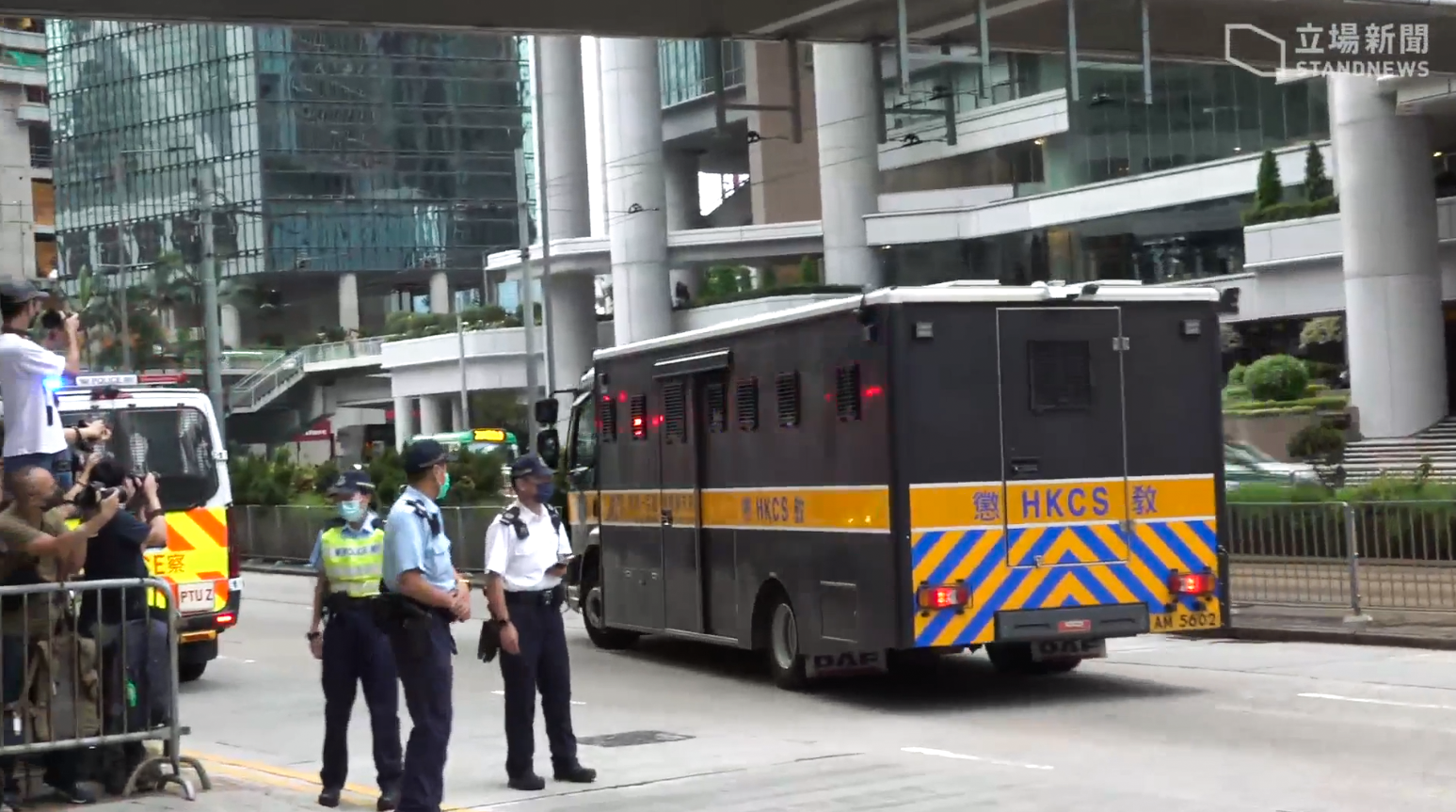
運載唐英傑的囚車駛離高等法院

### 義務記者被控阻差、危駕等罪成還押
一名28歲文員在2020年4月30日接載義務記者到旺角時遭一輛警車突然切線，其後警員截停兩人，期間被指無視警員指令，警員喝令他們高舉雙手期間無法拉手掣停車，結果私家車撞向警車。其後警方稱在車上檢獲一把改裝黑色雨傘。文員被控危險駕駛及阻差辦公罪，記者則被控管有攻擊性武器罪。西九龍裁判法院裁判官香淑嫻裁定兩人罪名成立。裁判官指警員用4秒攔截被告，認為是正當執行職務，稱被告當時已經可以伸手熄匙，認為私家車向前行是故意阻撓和對警員構成威脅，因此裁定危險駕駛罪成。裁判官又指雨傘很重，傘柄亦不易拉長，猶如伸縮警棍。加上當日太子站有獻花活動和沒有下雨，認為唯一推論是他用改裝傘傷人，裁定公眾地方管有攻擊性武器罪成。她指出兩人「監禁似乎恰當」，須還押至8月13日判刑。
最後綽號「司令」的網媒記者曾焌熙罪成，被判監禁8個月。西九龍裁判法院裁判官香淑嫻認為他過往有定罪紀錄、毫無悔意，又指涉案的武器（雨傘）當時放在車尾箱，一旦使用可造成嚴重殺傷力。而28 歲文員就阻差辦公罪判監禁4星期、危險駕駛罪判監禁8星期。另外他須強制停牌6個月和強制參加駕駛改進課程。